# Boeing AH-64 Apache
Il Boeing AH-64 Apache è un elicottero d'attacco sviluppato negli Stati Uniti d'America a partire dagli anni settanta. Utilizza un rotore principale e uno di coda, entrambi a quattro pale. L'elicottero è stato concepito come bimotore biposto in tandem, per l'impiego in missioni anticarro, assalto, scorta e caccia anti-elicottero, da svolgere in ogni condizione di tempo e di luce. L'armamento principale è costituito da un cannone automatico M230 Chain Gun calibro 30 mm. Può venire equipaggiato con una combinazione di missili anticarro, razzi e missili aria-aria agganciati alle alette laterali.
L'Apache è il principale elicottero d'attacco dell'esercito degli Stati Uniti e il successore del Bell AH-1 Cobra. Fu progettato dalla Hughes Helicopters per soddisfare i requisiti del programma "elicottero d'attacco avanzato" (in inglese AAH o Advanced Attack Helicopter) varato dall'U.S. Army nel 1972. In seguito, la McDonnell Douglas acquisì la Hughes Helicopters e continuò lo sviluppo dell'AH-64, ottenendo l'AH-64D Apache Longbow. Al termine di varie vicende societarie, il progetto è stato acquisito dalla Boeing Defense, Space & Security che ne continua la produzione per le esigenze statunitensi e per l'esportazione verso altri paesi.
Gli Apache hanno visto il primo impiego operativo in battaglia in occasione dell'impegno dell'U.S. Army durante l'invasione di Panamá del 1989. Altri impieghi bellici dell'elicottero da parte dell'esercito statunitense sono stati la guerra del Golfo del 1991, la guerra del Kosovo nel 1999, la guerra in Afghanistan del 2001 e la guerra in Iraq del 2003. Gli AH-64 israeliani hanno partecipato a tutte le principali operazioni militari del proprio paese a partire dagli anni novanta.

## Storia del progetto

### Il primo predecessore
Nel dicembre 1962, la Bell Helicopter finanziò in proprio lo sviluppo di un elicottero da impiegare come "cannoniera volante" per le forze armate degli Stati Uniti durante la guerra del Vietnam. Questo nuovo modello si prefiggeva di fornire supporto aereo ravvicinato alle truppe a terra e venne sviluppato partendo dal Model 47. Il risultato fu il Bell 207 Sioux Scout che effettuò il primo volo nel luglio del 1963.

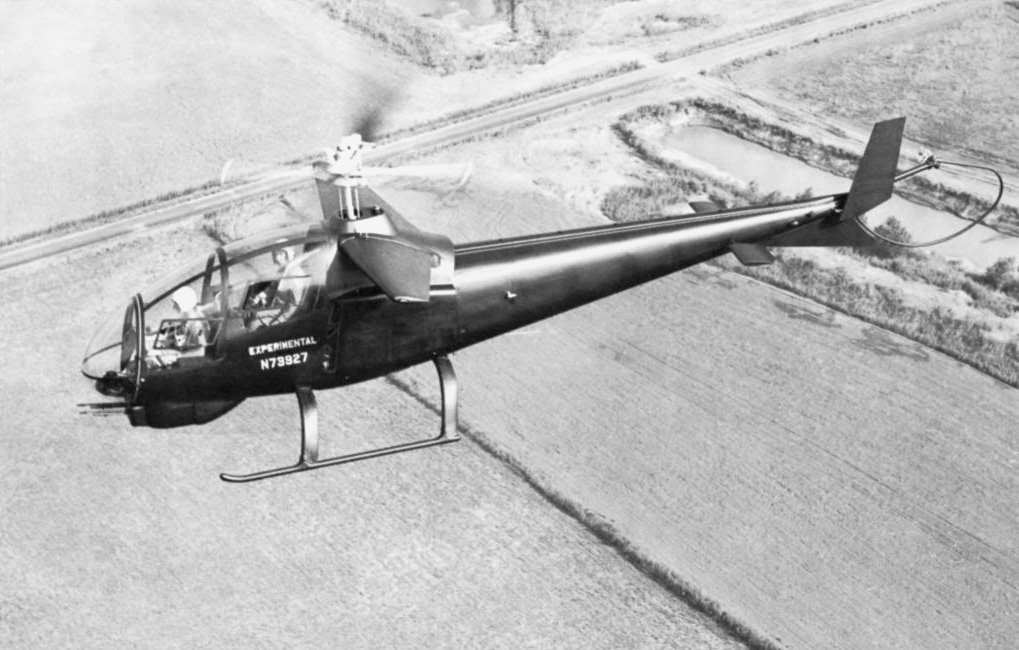
Il Bell 207 Sioux Scout, il primo prototipo volante a sperimentare le soluzioni per un elicottero d'attacco (1963).

Il Sioux Scout aveva già in embrione tutte le caratteristiche che poi sarebbero diventate proprie degli elicotteri d'attacco moderni, e cioè la disposizione di pilota e cannoniere in tandem, alette laterali per i carichi bellici e una torretta per le armi montata sotto il naso. L'U.S. Army valutò la proposta del Sioux Scout nel 1964; pur essendone rimasti colpiti, i funzionari militari preferirono scartare il progetto, ritenuto sottodimensionato, non sufficientemente protetto e quindi di poca utilità pratica.

### Il programma AAFSS
Come conseguenza dello stimolo ricevuto, l'esercito statunitense emise una propria specifica per un Advanced Aerial Fire Support System (AAFSS) che, in base agli ambiziosi requisiti richiesti, avrebbe dovuto sopperire alle limitazioni del Sioux Scout. Il programma AAFSS portò allo sviluppo di un altro predecessore dell'Apache: il Lockheed AH-56 Cheyenne, un elicoplano che si rivelò troppo complesso e ambizioso per l'epoca, la qual cosa portò al superamento del budget a causa delle eccessive difficoltà tecniche e finì per causare la cancellazione definitiva del programma otto anni più tardi, nel 1972. Il programma AAFSS evidenziò sin dall'inizio difficoltà tecniche e politiche, tanto che nel 1965 l'U.S. Army prese la decisione di adottare una soluzione "ad interim", da impiegare urgentemente nel corso della guerra del Vietnam.
Nell'aprile del 1966 venne aggiudicato alla Bell il contratto per l'AH-1 Cobra. In attesa dei risultati dell'AAFSS, vennero costruiti 1 116 AH-1G Cobra tra il 1967 e il 1973 e l'intera flotta sviluppò oltre un milione di ore di volo operativo durante la guerra del Vietnam.

### Il programmaAdvanced Attack Helicopter

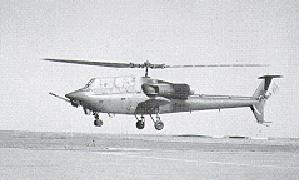
Il Bell YAH-63, concorrente dell'Apache nella selezione per il programma AAH (1975).

Nel 1972, il programma AH-56 Cheyenne fu cancellato visto che sia l'USAF che l'United States Marine Corps preferirono sviluppare specifici aerei (quali il Thunderbolt II e l'Harrier II), per il ruolo anticarro, abbandonando quindi l'idea di utilizzare gli elicotteri. L'esercito statunitense, al contrario, continuò nella ricerca di un mezzo aereo da impiegare contro bersagli corazzati che potesse rimanere sotto il proprio comando. Doveva infatti tenere conto di un accordo siglato nel 1948 con le altre forze armate statunitensi (il Key West Agreement), in base al quale veniva vietato all'esercito di avere aeromobili ad ala fissa sotto il proprio comando. L'aviazione dell'esercito poteva quindi dotarsi solo di elicotteri. L'U.S. Army voleva un modello migliore del Cobra in termini di potenza di fuoco, prestazioni e raggio d'azione; inoltre voleva fosse possibile la conduzione di missioni nap-of-the-earth (NOE), ovvero a bassissima quota. Per questi motivi, nel 1972 l'esercito emise una "richiesta di proposte tecniche" – Request For Proposals (RFP) – per un Advanced Attack Helicopter ("elicottero d'attacco avanzato", AAH). L'U.S. Army specificò che l'AAH avrebbe dovuto avere due motori a turbina General Electric T700 da 1 500 shp (1 120 kW) ognuno, gli stessi motori indicati per una contemporanea competizione per la costruzione di elicotteri da trasporto che sarebbe stata vinta dal Sikorsky UH-60 Black Hawk. L'AAH doveva essere armato con un cannone da 30 mm e sedici missili anticarro BGM-71 TOW. Le specifiche di armamento sui missili vennero in seguito modificate per includere un carico alternativo di sedici missili a guida laser controcarro AGM-114 Hellfire. L'Hellfire era in quel periodo in corso di sviluppo e prometteva efficacia e portata maggiori di quelle del TOW.
Risposero cinque costruttori: Bell, Boeing Vertol (in joint venture con la Grumman), Hughes, Lockheed e Sikorsky. Nel 1973 l'United States Department of Defense selezionò come finalisti la Bell e la divisione "Hughes Aircraft's Toolco Aircraft" della Hughes (poi divenuta Hughes Helicopters) e diede il via alla "fase 1" della competizione. Ognuno dei due contendenti costruì un prototipo e lo sottopose a un programma di prove in volo. Il prototipo Hughes, il Model 77/YAH-64A, volò per la prima volta il 30 settembre 1975, mentre l'elicottero della Bell, il Bell YAH-63, effettuò il primo volo il giorno successivo. Dopo le prove comparative, nel dicembre 1976 l'esercito selezionò il modello della Hughes.
L'U.S. Army ritenne che la soluzione con rotore a due pale dello YAH-63 fosse più vulnerabile ai danni di quella a quattro pale dello YAH-64A e che i reparti di impiego non avrebbero gradito lo schema a carrello triciclo anteriore dell'elicottero della Bell, considerandolo meno stabile di quello del modello Hughes (che era del tipo con ruotino di coda). Alcuni osservatori sospettarono anche che l'esercito non volesse distogliere la Bell dalla produzione dell'AH-1 Cobra, che nel frattempo continuava.
Pertanto, l'AH-64A fu selezionato per entrare nella "fase 2" dell'AAH. A questo stadio del programma, venne chiesto alla Hughes di costruire tre elicotteri di preserie e di allineare all'ultimo standard la configurazione dei due prototipi YAH-64A e del prototipo utilizzato per le prove a terra. Durante questa fase vennero integrati e provati i sistemi di armamento, compreso il missile AGM-114 Hellfire da poco resosi disponibile.

### Avvio della produzione e costi
Nel 1981, i tre AH-64A di preserie furono consegnati all'U.S. Army per i collaudi definiti Operational Test II. La campagna di prove svolte dall'esercito diede risultati positivi, ma si decise comunque di portare i motori allo standard T700-GE-701, potenziandoli fino a 1 690 shp (1 259 kW). Verso la fine del 1981, venne assegnato all'AH-64 il nome "Apache", in continuità con la tradizione statunitense di utilizzare i nomi delle tribù native americane per gli elicotteri militari. Alla Hughes fu data l'approvazione per l'avvio della produzione di serie nel 1982. L'anno successivo, nel 1983, il primo elicottero di produzione fu presentato al pubblico presso lo stabilimento di Mesa, in Arizona. Il 2 gennaio 1984 entrò in servizio il primo degli Apache facenti parte dell'ordine iniziale di undici unità. Lo stesso mese, la Hughes fu comprata dalla McDonnell Douglas per 470 milioni di dollari. Successivamente la divisione elicotteri divenne parte della Boeing, a seguito dell'incorporazione della McDonnell Douglas nel colosso aerospaziale avvenuta nell'agosto 1997.
All'epoca delle prime consegne nel gennaio 1984, l'incremento del costo complessivo (flyaway cost) dell'AH-64A rispetto alle stime iniziali fu valutato in 7,03 milioni di dollari; in altre parole, il costo medio di un singolo esemplare, calcolato dividendo il totale dei costi per il numero degli elicotteri in ordine, era arrivato a circa 13,9 milioni di dollari.
Durante la metà degli anni ottanta, la McDonnell Douglas studiò una versione migliorata, designata AH-64B, caratterizzata da un cockpit aggiornato, nuovi sistemi di controllo del tiro e altre migliorie; nel 1988 vennero approvati i finanziamenti per un programma di aggiornamento da articolare in varie fasi. L'aggiornamento avrebbe dovuto riguardare i sensori, i sistemi avionici d'arma e l'integrazione di alcuni sistemi in tecnologia digitale, ma, nel frattempo, divennero disponibili nuove tecnologie e si decise di cancellare questo programma di aggiornamento per intraprenderne un altro più ambizioso. La decisione avrebbe portato alla realizzazione di un modello più evoluto, l'AH-64D Apache Longbow, verso la metà degli anni novanta.
Il costo totale del programma AH-64D calcolato all'aprile del 2007 è stato di 10,5 miliardi di dollari.

## Tecnica

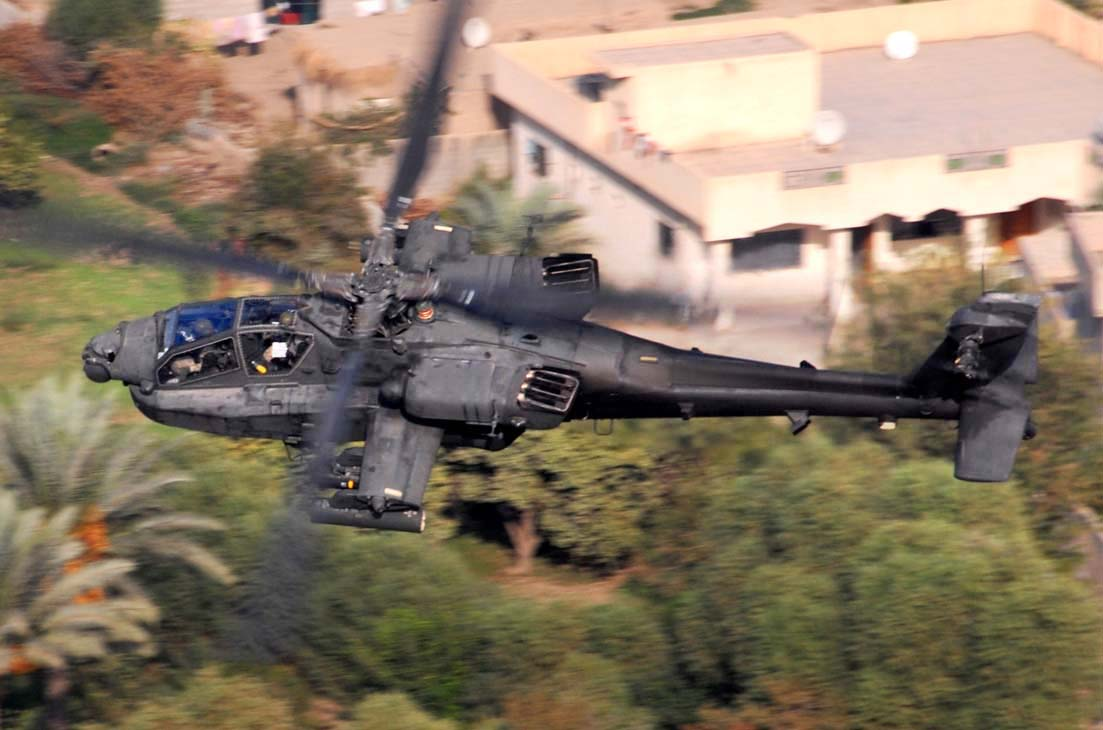
Vista superiore di un AH-64 in volo su Baghdad (2007).

L'AH-64 è progettato per operare lungo la linea del fronte, in qualsiasi condizione; di giorno, di notte o anche in avverse condizioni meteorologiche, grazie all'adozione di sistemi quali il Target Acquisition and Designation System, Pilot Night Vision System (TASD/PNVS), il sistema di contromisure passive per gli infrarossi, sistemi di navigazione Global Positioning System (GPS) e il sistema di presentazione dati nel casco Integrated Helmet And Display Sight System (IHADSS) della Honeywell.

### Cellula
La fusoliera, le alette, la coda, i compartimenti motori, la cabina di pilotaggio e le baie avioniche sono prodotte dalla Northrop Grumman.

#### Cabina di pilotaggio
I due membri dell'equipaggio sono collocati in tandem: il copilota mitragliere siede davanti e il pilota dietro, in posizione più alta di 48 cm. I seggiolini sono realizzati in kevlar leggero. I vetri realizzati dalla PPG Industries e la barriera trasparente corazzata in PMMA che divide le due cabine, sono progettati per offrire un campo di visuale ottimale. Il fondo e i lati dei posti di pilotaggio sono protetti da piastre al carburo di boro alleggerite, prodotte dalla Ceradyne Inc. e progettate per offrire protezione contro i proiettili perforanti fino al calibro 12,7 mm. I sedili e la struttura sono dimensionati per garantire ai piloti il 95% di possibilità di sopravvivenza in caso di impatto contro il suolo da un'altezza di 12,8 m a 46 km/h

#### Carrello di atterraggio
Il carrello d'atterraggio dell'Apache è costituito da due semplici ruote principali nella parte inferiore della cabina, più un ruotino di coda piroettante, in grado di autocentrarsi e bloccabile. Le ruote del carrello principale dispongono di freno idraulico e non sono retrattili, però si possono piegare per ridurre l'altezza dell'elicottero per il trasporto o l'accantonamento. Gli ammortizzatori delle ruote principali e il ruotino di coda sono progettati per atterraggi con velocità di discesa di 3,05 m/s e per atterraggi pesanti fino a 12,8 m/s, inoltre consentono all'Apache di atterrare su terreno con dislivelli di 12º in senso longitudinale e 10º in senso laterale.

### Motori

#### Motori e impianto di alimentazione
| Versione      | Modello dei motori           | Potenza di ogni motore |
| ------------- | ---------------------------- | ---------------------- |
| YAH-64D       | T700-GE-700                  | 1 500 shp (1 120 kW)   |
| AH-64A/A+/D/E | GE Aircraft T700-GE-701      | 1 696 shp (1 265 kW)   |
| AH-64A/A+/D/E | GE Aircraft T700-GE-701C     | 1 890 shp (1 417 kW)   |
| AH-64A/A+/D/E | GE Aircraft T700-GE-701D     | 2 000 shp (1 500 kW)   |
| WAH-64D       | Rolls-Royce Turboméca RTM322 | 2 100 shp (1 566 kW)   |

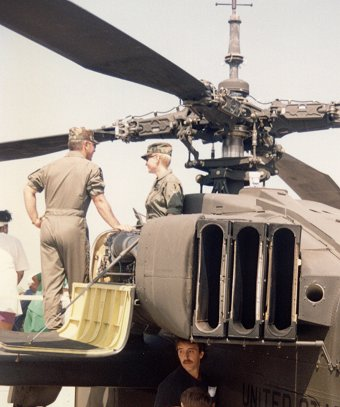
Rotore principale e scarichi motore ripresi durante le operazioni di manutenzione con i pannelli di copertura/piattaforma aperti.

L'AH-64 utilizza due motori a turbina General Electric T700-GE-701, ognuno dei quali è alloggiato in un compartimento separato e indipendente, disposto uno per ciascun lato della fusoliera, più in alto rispetto alle alette portacarichi, all'altezza dell'asse del rotore principale. Le componenti vitali sono protette con corazzatura. Ogni vano motore dispone di un pannello di copertura superiore che è possibile aprire dal di sotto e che, una volta aperto, serve come piattaforma per il personale di manutenzione. I motori sono stati separati per diminuire le probabilità che si danneggino contemporaneamente ricevendo un unico colpo durante il combattimento.
Il motore originale venne migliorato con il modello T700-GE-701C in grado di erogare una potenza di 1 890 shp (1 409 kW) per 10 minuti, 1 800 shp (1 342 kW) per 30 minuti e 1 660 shp (1 238 kW) in continuo. Nel 2004, la General Electric Aviation ha iniziato a produrre motori ulteriormente potenziati T700-GE-701D, impostati per 2 000 shp e da imbarcare sugli AH-64D e AH-64E.
Nella fusoliera sono ospitati due serbatoi blindati con piastre di kevlar in grado di resistere al fuoco di munizioni di calibro fino a 23 mm, o ad altri tipi di urti ed incidenti possibili durante i combattimenti. La capacità totale è di 1 421 L.

#### Rotori
L'Apache adotta un rotore principale a quattro pale e un rotore di coda pure a quattro pale. Queste ultime non sono allineate in modo ortogonale come nella maggior parte degli elicotteri, ma sono disposte con un angolo di 55º tra loro per ridurre il rumore generato. Le pale del rotore principale, prodotte dalla Tool Research and Engineering Corporation, sono realizzate in materiale composito e dichiarate in grado di resistere a proiettili di calibro fino a 23 mm.

### Sistemi ed impianti

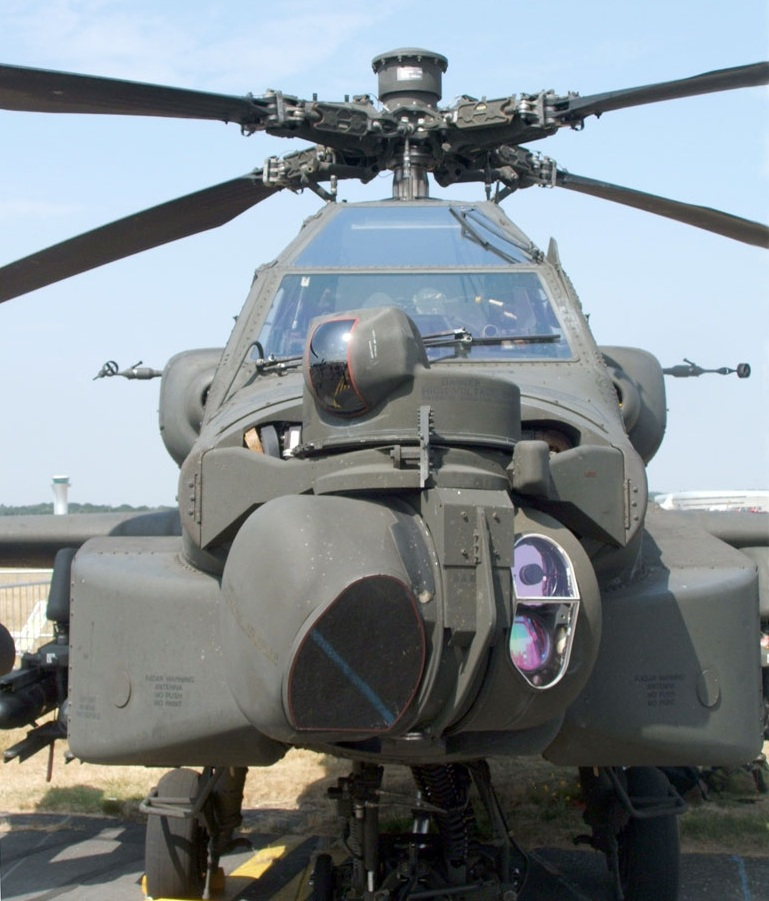
Vista dei sensori installati sul naso di un AH-64D della Koninklijke Luchtmacht olandese, ripreso alla mostra internazionale e esposizione di volo di Farnborough del 2006.

L'AH-64 Apache è dotato di avionica e sistemi sofisticati necessari per portare a termine le missioni assegnate. Per ragioni di sicurezza, per i sistemi più importanti viene applicato il criterio della ridondanza.

#### Sensori
Sul muso dell'AH-64 sono installati i sensori del sistema TADS/PNVS, entrambi sviluppati dalla Lockheed Martin.
- Il TADS (sigla per Target Acquisition Designation Sight), o AN/ASQ-170 è un sistema di acquisizione e designazione dei bersagli montato su una torretta. Dispone di un dispositivo ottico e di un sensore a infrarossi di tipo FLIR (sigla per Forward looking infrared) con tre diverse aperture di campo. Il TADS viene utilizzato per condurre le operazioni di ricerca, scoperta, identificazione, telemetria e puntamento laser, utilizzando per queste ultime due funzioni un designatore laser della Litton Industries.[8][20]
- Il PNVS (sigla per Pilot Night Vision Sensor) o AN/AAQ-11 è un sensore di visione notturna per il pilotaggio. Consiste in un dispositivo FLIR montato su una torretta rotante posta al di sopra di quella del TADS. L'immagine generata dal sistema, viene presentata in un monocolo in dotazione al casco utilizzato sia dal pilota che dal copilota e integrati nel sistema di visualizzazione IHADSS (sigla per Integrated Helmet And Display Sighting System).[8][20]

In seguito, la Lockeed Martin ha sviluppato per l'Apache un nuovo sistema di visione notturna e designazione di bersagli di seconda generazione, che utilizza la radiazione infrarossa nella banda ad onda lunga (LWIR) in grado di fornire maggiore portata e risoluzione nelle immagini del precedente. Il sistema, denominato "Arrowhead" (dall'inglese "punta di freccia"), è costituito da un FLIR per la designazione bersagli con tre aperture di campo, un FLIR di pilotaggio con due aperture di campo, una telecamera CCD con zoom elettronico e un collimatore in grado di calibrarsi automaticamente sulla geometria delle canne del cannone (auto boresight). L'Arrowhead è entrato in produzione nel dicembre del 2003 e il primo sistema è stato consegnato all'esercito statunitense nel maggio 2005. È in corso un piano di aggiornamento che porterà oltre 1 100 Apache statunitensi e non a ricevere questo nuovo sistema, giunto nel 2011 all'ottavo lotto di produzione, entro il 2013. Nel maggio 2005 è stato firmato un contratto di fornitura del sistema Arrowhead anche per gli Apache WAH Mk1 del Regno Unito; le prime consegne sono avvenute nel novembre 2008 mentre l'ultimo sistema Arrowhead è stato recapitato al Regno Unito nel 2010.

#### Contromisure
L'Apache, sin dalla prima versione, dispone di una dotazione standard di sistemi di guerra elettronica che nel corso degli anni è stata aggiornata.
| Sistema | Nome          | Costruttore                      |
| --- | ------------- | -------------------------------- |
| Radar warning receiver                                                                                         | AN/APR-39A(V) | Northrop Grumman Lockheed Martin |
| Sistema interferomatrico di acquisizione di bersagli radar (Radar Frequency Interferometer Electronic Support) | AN/APR-48A    | Lockheed Martin                  |
| Sistema di contromisure nell'infrarosso IEWS                                                                   | AN/ALQ-144    | BAE Systems                      |
| Laser Warning Receiver                                                                                         | AN/AVR-2      | Goodrich                         |
| Disturbatore radar                                                                                             | AN/ALQ-136(V) | ITT                              |
| Lanciatori di chaff e flare                                                                                    |               |                                  |

Gli elicotteri AH-64D israeliani sono equipaggiati con il sistema di guerra elettronica "Seraph" prodotto dalla Elisra, che comprende il sistema di autoprotezione SPS-65 e il sistema di radar jamming SPJ-40.
Gli AH-64D hanno un dispositivo di contromisure nell'infrarosso direzionale (DIRCM, sigla per Directional Infrared Counter Measures) della Northrop Grumman.
I WAH-64 Apache britannici hanno sostituito i sistemi di contromisure standard dell'AH-64D con un sistema difensivo più avanzato denominato HIDAS (sigla per Helicopter Integrated Defensive Aids Suite) prodotto dalla BAE Systems. L'HIDAS è entrato in servizio il 1º luglio 2003 ed è stato scelto anche dal Kuwait e dalla Grecia per adottarlo sui loro AH-64D. L'HIDAS è composto da:
- un Missile Warning System CWMS (sigla per Common Missile Warning System) ultravioletti-infrarossi Lockheed Martin AN/AAR-57;
- un disturbatore radar Lockheed Martin AN/APR-48 contro i radar di tiro;
- un Radar warning receiver (RWR) Sky Guardian 2000 della BAE Systems e un Laser Warning Receiver Type 1223 integrato in grado di assumere il controllo automatico dei lanciatori di chaff e flare prodotti dalla Vinten (ora Thales Optronics).

### Sistemi d'arma
L'elicottero è armato con un cannone automatico M230 calibro 30 mm. Inoltre, sono disponibili due alette, ognuna dotata di due punti di attacco al centro e uno all'estremità. Agli attacchi si possono agganciare carichi bellici o serbatoi esterni di carburante da 871 litri, mentre alle estremità delle alette si possono agganciare missili per l'autodifesa. In caso di emergenza, le alette possono essere utilizzate per trasportare personale. In un caso nel 2007 in Afghanistan, quattro Royal Marines britannici si sono fatti trasportare agganciati alle alette di un WAH-64 per compiere una missione di salvataggio di un loro commilitone.
L'AH-64 può trasportare una vasta gamma di armamenti esterni. Normalmente imbarca una combinazione di missili anticarro AGM-114 Hellfire, razzi per utilizzo generico Hydra 70 da 70 mm e missili per autodifesa AIM-92 Stinger. Ha in dotazione un telemetro/designatore di bersagli laser, utilizzato dal sistema d'arma Hellfire o per fornire informazioni precise di distanza al computer del controllo di tiro per il calcolo delle soluzioni balistiche per altre armi.

#### Armamento basico
- Cannone automatico

Il cannone automatico a canna singola da 30 mm (può contenere 1200 colpi) M230 a funzionamento elettrico è montato su una torretta esterna ad azione idraulica nella parte inferiore dell'elicottero. Ha una cadenza di tiro 600-650 colpi/minuto, una gittata massima di 4 000 m e un tiro utile effettivo di 1 500-1 700 m. Utilizza munizioni M789 (HEDP) ad alto esplosivo e doppio utilizzo (anti-persona e anti-materiali) per le quali dispone di una capacità massima di 1 200 proiettili. Può essere sincronizzato con il casco del copilota/cannoniere, bloccato in posizione fissa lungo l'asse longitudinale o controllato attraverso il sistema di acquisizione TADS. È utilizzato principalmente contro obiettivi non protetti o scarsamente blindati, oltre che per autoprotezione.
- Razzi

L'Hydra 70 è un sistema per uso aeronautico per il lancio di razzi ad alette pieghevoli (FFAR, sigla di Folding Fin Aerial Rocket) e consiste in un contenitore cilindrico che trasporta diciannove razzi da 70 mm con carica variabile: possono essere ad alto esplosivo (HE), con submunizioni multiruolo (MPSM, sigla di Multi-Propose Sub-Munitions), incendiarie, fumogene, illuminanti o fléchette. Hanno una gittata massima di 9 000 m, con efficacia maggiore per portate tra i 3 000 e 4 000 m. L'Apache può trasportare un massimo di 76 razzi.
- Missili anticarro

L'AGM-114 Hellfire è una famiglia di missili anticarro a guida laser o radar in grado di distruggere qualsiasi tipo di veicolo blindato. È disponibile in due tipologie principali di guida: autonoma, guidato dallo stesso Apache che lo lancia, o remota, nel caso in cui l'obiettivo è designato da un altro elicottero o da un puntatore a terra. La gittata varia da 500 a 8 000 m. Un Apache può trasportare un massimo di 16 di questi missili.
| Missione           | Hellfire | 30 mm | Hydra 70 | Velocità massima kn (km/h) | Velocità ascensionale ft/min (m/min) | Durata della missione (ore) |
| ------------------ | -------- | ----- | -------- | -------------------------- | ------------------------------------ | --------------------------- |
| Anticarro          | 16       | 1 200 |          | 148 (274)                  | 990 (302)                            | 2,5                         |
| Forza di copertura | 8        | 1 200 | 38       | 150 (278)                  | 860 (262)                            | 2,5                         |
| Scorta             |          | 1 200 | 76       | 153 (283)                  | 800 (244)                            | 2,5                         |

| A                                                                           | 4 Hellfire e 19 razzi          | 19 razzi e 4 Hellfire          | Ricognizione e attacco                |
| B                                                                           | 4 Hellfire e serbatoio esterno | 19 razzi e 4 Hellfire          | Ricognizione e attacco a largo raggio |
| C                                                                           | 8 Hellfire                     | 8 Hellfire                     | Attacco                               |
| D                                                                           | 8 Hellfire                     | Serbatoio esterno e 4 Hellfire | Attacco a largo raggio                |
| E                                                                           | 38 razzi                       | 38 razzi                       | Ricognizione e attacco                |
| F                                                                           | 19 razzi e serbatoio esterno   | 38 razzi                       | Ricognizione e attacco a largo raggio |
| G                                                                           | 4 Hellfire e 19 razzi          | Serbatoio esterno e 19 razzi   | Ricognizione a largo raggio           |
| Tutte le configurazione comprendono 1 200 munizioni per il cannone da 30 mm |                                |                                |                                       |

#### Altro armamento
- Missili antiradar.

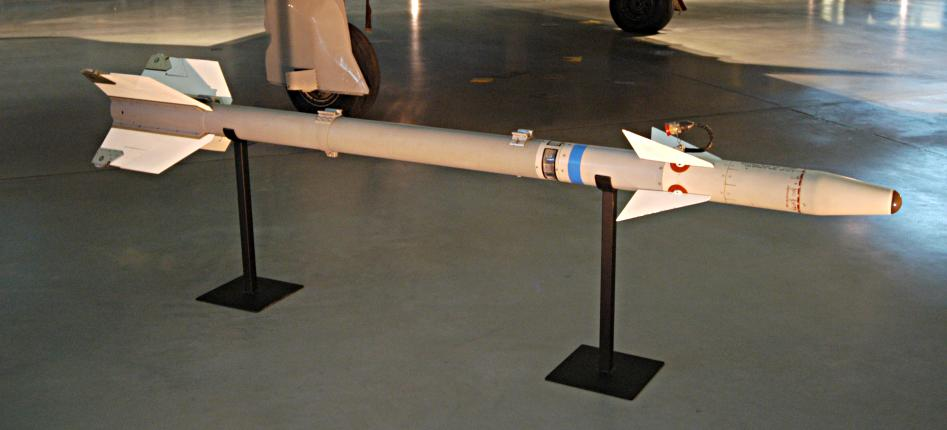
Missile aria-aria AIM-9 Sidewinder.

L'Apache poteva imbarcare i missili antiradar AGM-122 Sidearm in grado di autoguidarsi sui radar nemici. I missili avevano un raggio d'azione di 16,5 km. Le riserve dei Sidearm si sono esaurite negli anni novanta, il missile non è più in servizio e le proposte di ricostruirne altri, denominati AGM-122B con testate di ricerca ammodernate, non sono state approvate.
- Missile aria-aria.

Per autodifesa antiaerea o per missioni di attacco a elicotteri nemici, l'Apache può venire equipaggiato con missili aria-aria agganciati al punto di attacco all'estremità di ogni aletta, senza impattare sull'armamento aria-superficie, in quanto gli attacchi delle alette non vengono occupati. L'integrazione di questo tipo di sistema d'arma è avvenuta sull'Apache negli anni tra il 1997 e il 1998. Possono essere imbarcati quattro missili AIM-92 Stinger o MBDA Mistral, due per ogni estremità di aletta con una portata di 4-5 km; o due missili AIM-9 Sidewinder, uno per ogni estremità alare con una portata di 18 km.

## Impiego operativo

### Stati Uniti
L'Apache fu utilizzato per la prima volta in combattimento durante l'invasione di Panamá del 1989 (operazione Just Cause). Gli AH-64A Apache e gli AH-64D Apache Longbow hanno svolto inoltre un ruolo molto importante nei conflitti del Medio Oriente, comprendenti la prima guerra del Golfo del 1991, l'operazione Enduring Freedom del 2001 in Afghanistan (compresa l'operazione Anaconda) e l'operazione Iraqi Freedom del 2003. Gli Apache si sono dimostrati eccellenti distruttori di carri armati, distruggendo anche centinaia di altri veicoli corazzati (principalmente del vecchio esercito iracheno). Dal giugno 2003, l'esercito statunitense li ha impiegati anche in Corea del Sud.
Responsabile dei test sul campo, dell'addestramento, della valutazione e della certificazione degli AH-64 Apache è la 21st Cavalry Brigade (Air Combat) di stanza a Fort Hood, a cui vengono consegnati i primi esemplari delle nuove versioni e a cui compete l'assegnazione degli Apache ai vari reparti operativi, che passano agli ordini della 21st Cavalry Brigade per tutti i 204 giorni necessari ad addestrare il personale all'uso dell'Apache. L'addestramento di base dei piloti viene condotto a Fort Rucker, in Alabama, mentre i meccanici addetti alla manutenzione vengono formati a Mesa (Arizona) e a Fort Eustis, Virginia. Una volta dichiarate "pronte al combattimento", le unità tornano nell'organico originario per espletare una serie di missioni di addestramento basico.
Gli Apache furono protagonisti del primo attacco della campagna aerea dell'operazione Desert Storm. Il 17 gennaio 1991, otto AH-64A guidati da quattro MH-53 Pave Low III, furono impiegati per distruggere una porzione della rete radar irachena per consentire ai bombardieri di entrare in Iraq e portare a termine le loro missioni senza essere rilevati. Gli elicotteri impiegati per quella speciale missione erano equipaggiati con un carico asimmetrico di razzi Hydra 70, missili Hellfire ed un serbatoio di carburante ciascuno. Durante la "guerra terrestre delle 100 ore", furono impiegati in totale 277 AH-64. Al termine dell'operazione Desert Storm il bilancio per gli Apache fu di oltre 500 carri armati distrutti insieme a numerosi mezzi trasporto truppe e veicoli.
Gli Apache statunitensi vennero impiegati anche nei Balcani durante i conflitti in Bosnia ed Erzegovina e Kosovo nella seconda metà degli anni novanta, ma evidenziarono problemi che ridussero la loro efficacia in modo consistente. Vennero rivolte delle critiche allo scarso addestramento degli equipaggi e sottolineate le carenze nei sistemi di visione notturna, nei serbatoi di combustibile e nelle capacità di sopravvivenza degli elicotteri. Un Apache precipitò durante una missione di addestramento in Albania il 27 aprile 1999: come conseguenza, furono sospesi i voli dell'intera flotta nei Balcani per due settimane nel dicembre 2000. Il maggior generale Richard A. Cody, comandante della 101ª divisione aviotrasportata all'epoca, inviò una severa nota al capo di stato maggiore dell'esercito circa l'insoddisfacente addestramento e livello di affidabilità dei sistemi.

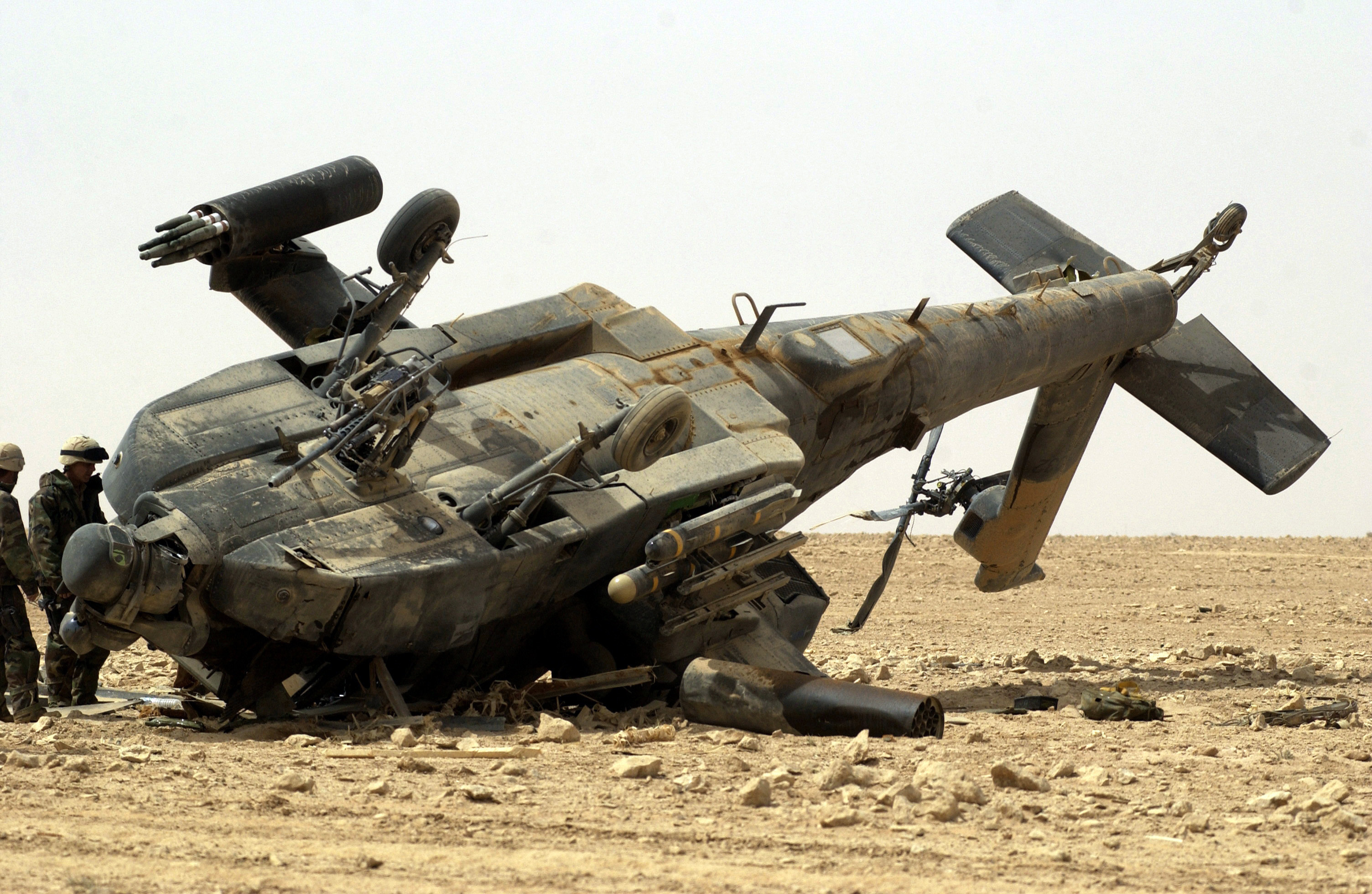
Apache distrutto in incidente di atterraggio nell'Iraq centrale.

Un'altra occasione di impiego intensivo degli AH-64 si è avuta nel corso dell'operazione Iraqi Freedom del 2003, dove molti Apache sono stati danneggiati in combattimento. Un episodio noto riguardò un elicottero catturato da soldati iracheni vicino Kerbela il 24 marzo 2003 e mostrato alla televisione irachena, di seguito ripresa da tutte le televisioni mondiali. L'episodio avvenne a margine dell'attacco che si ebbe quel giorno contro una brigata della divisione Medina della Guardia repubblicana. L'operazione fu largamente un insuccesso: funzionari statunitensi dichiararono che gli equipaggi dei carri armati iracheni misero in atto una specie di "trappola antiaerea" con il favore del paesaggio scosceso, impiegando mitragliatrici pesanti con buoni risultati, mentre funzionari iracheni dichiararono che l'Apache fu abbattuto da un contadino con un fucile Mauser Karabiner 98k. Né il pilota, né il copilota riportarono ferite nell'incidente e l'elicottero atterrò praticamente intatto, salvo poi venire distrutto con un attacco aereo statunitense il giorno dopo la cattura. La grande maggioranza degli elicotteri Apache che hanno ricevuto gravi danni durante le operazioni di combattimento, sono stati in grado di continuare le missioni assegnate e di ritornare alla base. Per esempio, dei 33 Apache impiegati nell'attacco del 24 marzo 2003, 30 furono danneggiati dal fuoco antiaereo iracheno, di cui alcuni in modo tale da risultare in seguito non più riparabili, ma solo uno non rientrò alla base. Nel corso dell'intera campagna in Iraq vi sono stati dodici abbattimenti in combattimento di Apache e altri quindici elicotteri sono andati persi in incidenti dovuti ad altre cause.
Gli AH-64D americani volano attualmente in Afghanistan senza il radar di controllo del tiro Longbow poiché non ci sono mezzi blindati da fronteggiare per i soldati della coalizione. Il 4 giugno 2017 un AH 64D è stato abbattuto dai talebani con un MANPADS 9k333 Verba.

### Israele

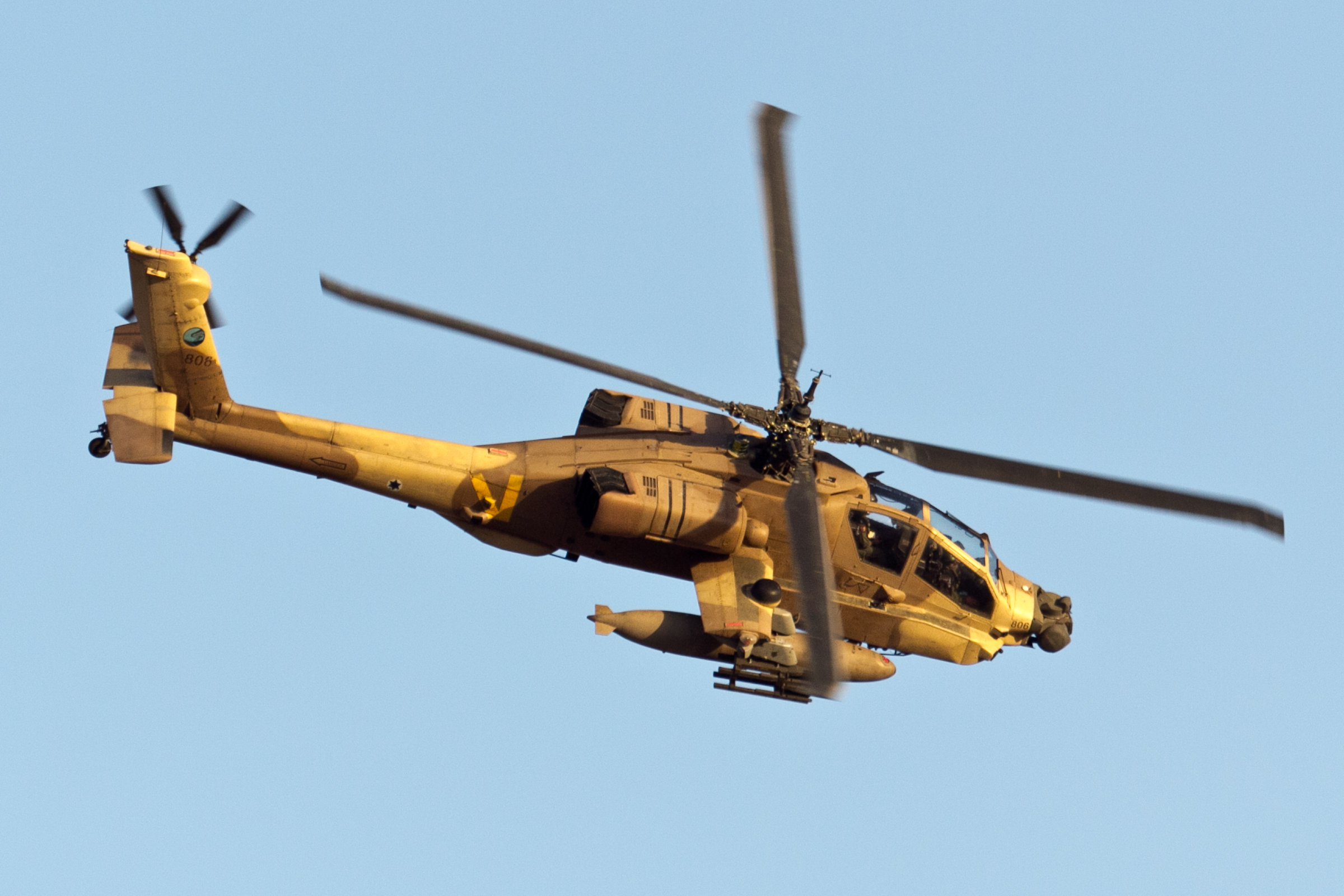
IAF AH-64A "Peten" (in ebraico "cobra").

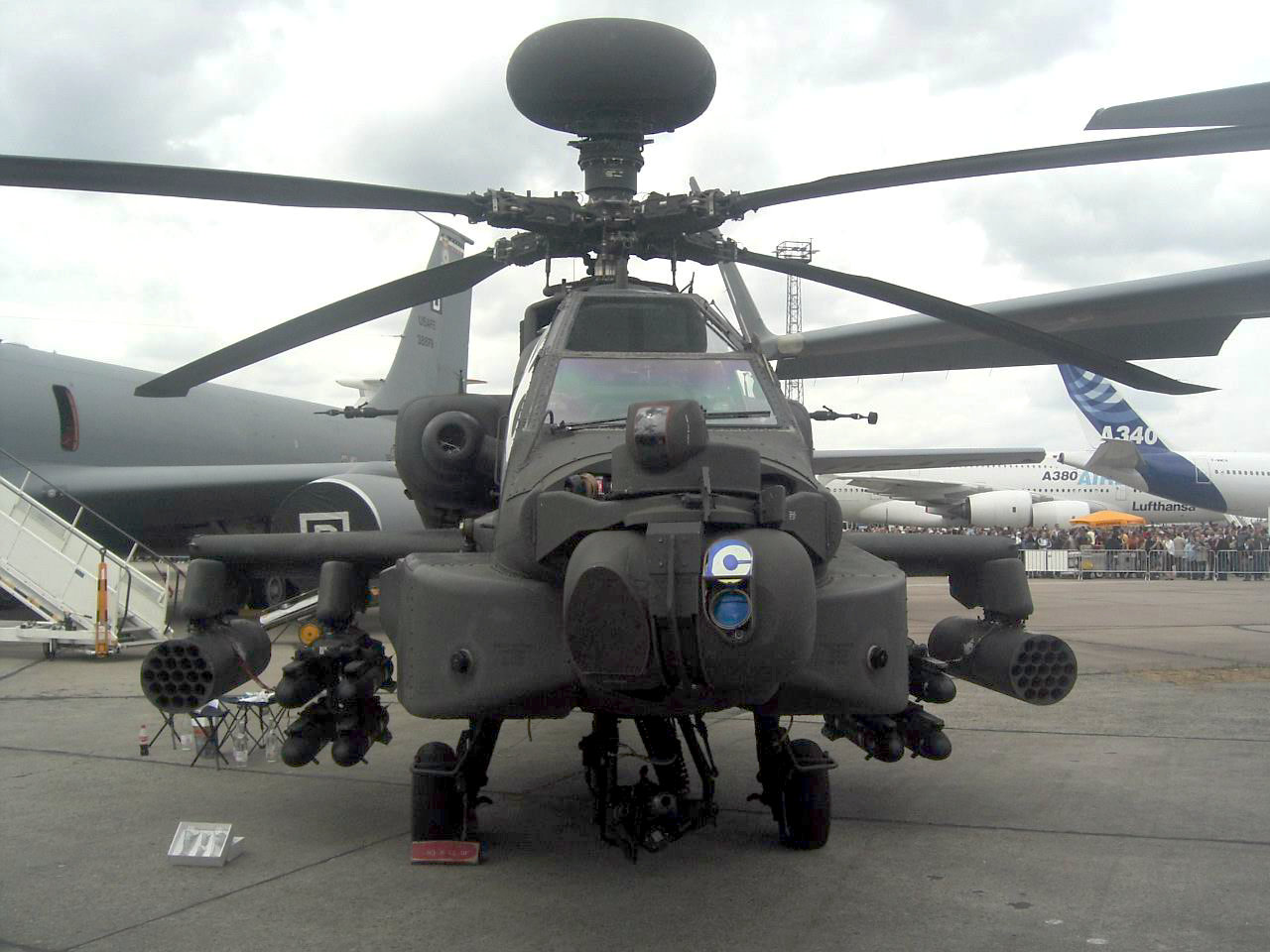
Apache Longbow alla mostra internazionale dell'aeronautica e dello spazio di Berlino del 2006.

L'AH-64A è stato impiegato dalla Heyl Ha'Avir per attaccare e distruggere alcune postazioni di Hezbollah in Libano durante gli anni novanta, operando in tutte le condizioni meteorologiche, di notte e di giorno. Durante la seconda intifada, la IAF utilizzò gli Apache per uccidere alcune figure chiave di Hamas come lo shaykh cieco Ahmed Yassin (fondatore del gruppo) e Adnan al-Ghul, utilizzando missili guidati. Nel conflitto israelo-libanese del 2006, due AH-64A sono entrati in collisione tra di loro, causando la morte di un pilota e il ferimento grave dei rimanenti tre. In un altro incidente durante il conflitto, un AH-64D Longbow si schiantò al suolo per via del malfunzionamento del mozzo del rotore principale, causando la morte dei due piloti.

### Regno Unito
L'esercito britannico impiega una versione evoluta dell'Apache Longbow chiamata dal produttore su licenza Westland WAH-64 Apache e denominata Apache AH Mk1 dal British Army. La AgustaWestland ha costruito su licenza della Boeing 67 WAH-64 Apache, sostituendo i motori con una versione più potente prodotta dalla Rolls-Royce. Un'altra importante variante introdotta è stata quella della capacità di ripiegare le pale, caratteristica tipica dell'impiego navale. Gli Apache britannici possono così essere imbarcati sulle navi della Royal Navy e prendere parte a operazioni anfibie. I Westland Apache hanno sostituito i Lynx AH7 dell'esercito in precedenza utilizzati come elicotteri d'attacco. I WAH-64 sono attualmente operativi in Afghanistan dove operano con buoni risultati a supporto delle forze britanniche e della coalizione nel sud del paese. Gli elicotteri britannici, a differenza dei loro colleghi statunitensi, utilizzano il radar Longbow in Afghanistan, in quanto viene considerato utile per migliorare la conoscenza della situazione tattica ed evitare collisioni contro altri aeromobili durante le manovre in condizioni operative.

### Paesi Bassi
I Paesi Bassi hanno ordinato 30 AH-64D Apache nel 1996, dopo aver avuto in prestito 12 AH-64A. I radome non erano inclusi nella commessa di acquisto, perciò gli AH-64D olandesi non vengono chiamati Longbow. Il primo impiego operativo si è avuto a Gibuti in Africa e di fatto si è trattato del primo impiego operativo del modello "D". In seguito, gli AH-64D del Koninklijke Luchtmacht sono stati schierati insieme agli Apache americani in supporto alla NATO per lo svolgimento della missione SFOR per il peacekeeping in Bosnia ed Erzegovina. Nel 2004, gli AH-64 olandesi hanno fatto parte del contributo alla forza multinazionale in Iraq. Nello stesso tempo, altri Apache sono stati inviati a Kabul come contributo alla ISAF. Nel febbraio 2006, il contributo olandese alle forze NATO in Afghanistan è stato incrementato da 600 a 1400 soldati e 6 AH-64 sono stati inviati in supporto.

## Il traguardo dei 2500 esemplari prodotti
Il 30 giugno 2020 Boeing annunciò di aver completato la consegna del suo 2.500° AH-64 Apache, un esemplare del modello E destinato all'esercito americano.
Il primo esemplare della produzione di AH-64A, uscì dalla catena di montaggio il 30 settembre 1983 e fu consegnata dall'allora McDonnell Douglas all'esercito americano nel gennaio 1984.
Le consegne di Apache, tra elicotteri di nuova costruzione e rigenerati, hanno riguardato 937 esemplari del modello A fino al 1997, oltre 1.000 del modello D tra il 1997 e il 2013 e oltre 500 del modello E a partire dal 2011.

## Versioni

### AH-64A
L'AH-64A è la versione originale dell'elicottero entrata in produzione del 1982 e messa in servizio nel 1984. Nel 2009 è ancora in servizio operativo con diverse nazioni, compresi gli Stati Uniti. Dei 937 esemplari costruiti in totale, i primi 603 sono dotati di due motori a turbina T700-GE-701 da 1 696 shp (1 265 kW). L'ultimo AH-64A venne costruito per l'Egitto nel novembre 1996.
Il modello "A" ha dimostrato nel tempo vari limiti. Sebbene l'AH-64A sia in grado di individuare un veicolo a grande distanza, non può discriminare con sufficiente affidabilità tra quelli ostili e quelli amici. I veicoli, inoltre, durante le giornate molto calda, possono essere oscurati dal calore riflesso dal suolo, mentre durante le notti fredde, possono emettere una così piccola quantità di calore, da rendersi anche in questo caso difficilmente visibili per un Apache. Dal punto di vista dell'armamento, l'AH-64A ha come limitazione l'impossibilità di colpire bersagli rimanendo nascosto dietro una copertura, in quanto, se smette di illuminare l'obiettivo, i missili che lancia non sarebbero in grado di guidarsi da soli. Per risolvere questo problema, L'U.S.Army utilizzò l'elicottero OH-58D Kiowa Warrior, che è dotato di un sistema di designazione dei bersagli posto al di sopra del rotore principale e che, operando in coppia con gli Apache, permetteva di guidare i missili Hellfire lanciati dall'Apache pur rimanendo in posizione defilata.
A causa di un possibile surriscaldamento dei motori dovuto alla relativa vicinanza degli armamenti, inoltre, i piloti degli AH-64A furono istruiti a non sparare razzi da postazioni entrobordo. Secondo la stessa logica, non potevano sparare più di una coppia di razzi ogni tre secondi dai dispositivi di lancio posizionati fuoribordo o, eventualmente, potevano servirsi solo di un sistema di lancio senza limitazioni (che consentiva oscillazioni) installato sul velivolo. Tutte le altre combinazioni di fuoco dovevano essere approvate da un sistema di valutazione del rischio (in inglese System Safety Risk Assessment – SSRA), fatto questo che spinse a ricercare nuovi motori per i razzi capaci di emettere una minor quantità di fiamme al momento del lancio. Tuttavia, per quello che riguarda gli Stati Uniti, una politica di tagli alle risorse ha comportato una minor manutenzione e un maggior numero di apparecchi fermi. Una soluzione a ciò è stata la stipula di contratti di assistenza globale con i fornitori (impegnati ad assegnare un tecnico specializzato in ogni battaglione equipaggiato con gli Apache e a fornire "in automatico" pezzi di ricambio) e l'avvio di un programma di modernizzazione che, prevedendo l'installazione di nuove componenti più efficienti, ha l'obiettivo di allungare la vita delle stesse riducendo, nel lungo periodo, i costi di manutenzione.
Nel 1997 la Sabreliner Corporation ha vinto un contratto per sostituire i generatori di gas dei rotori degli AH-64A e per aggiungere degli anello d'arresto a ogni pala dei turboalberi. Senza quest'ultima modifica, c'era una probabilità che le pale prendessero a vibrare con l'aumentare dei giri del motore, provocando di conseguenza malfunzionamenti al motore stesso.
Alcuni AH-64A furono modificati per compiti addestrativi e per prove:
- GAH-64A: versione dell'AH-64A ancorata a terra, utilizzata per addestramento tecnico. Furono modificati per questo scopo almeno diciassette elicotteri AH-64A.
- JAH-64A: versione dell'AH-64A utilizzata per prove speciali. Furono modificati in questa versione sette AH-64A, ma uno di questi fu in seguito nuovamente riportato alla configurazione standard.

### AH-64B
Dopo l'operazione Desert Storm e Desert Shield del 1990-1991, fu proposto di aggiornare 254 AH-64A in AH-64B. Le modifiche avrebbero previsto nuove pale del rotore, l'integrazione del sistema Global Positioning System (GPS) oltre che di un sistema di navigazione migliorato e nuove radio. Nel novembre 1991 il Congresso degli Stati Uniti approvò una spesa di oltre 82 milioni di dollari per avviare l'aggiornamento in Apache "B", ma il programma venne cancellato nel 1992. Grazie a ulteriori fondi (21 milioni di dollari), venne deciso che le radio, il sistema di navigazione migliorato e il GPS sarebbero stati installati nel quadro di un programma più completo di miglioramento delle dotazioni.

### AH-64C
La disponibilità di fondi aggiuntivi (11 milioni di dollari) da parte del Congresso verso la fine del 1991, portò a varare un programma di aggiornamenti ancora più completo di quello dell'AH-64B, al quale venne dato il nome di AH-64B+. Ulteriori stanziamenti successivi cambiarono nuovamente i piani, portando a prevedere una denominazione AH-64C. L'aggiornamento "C" comprese tutte le migliorie poi diventate dotazione standard dell'Apache Longbow, con l'eccezione del radar montato sul rotore e dei nuovi motori. Dopo il 1993, però, la designazione "C" fu abbandonata. Infatti, la lista di varianti da apportare continuò ad aumentare fino a far sì che la differenza tra la variante "C" e la "D" fosse solo la assenza o la presenza del radar di tiro. Poiché comunque il radar poteva essere installato o rimosso dagli elicotteri versione "D", venne presa la decisione di non far distinzione tra le versioni con o senza radar fisicamente installato.
I ritardi dello sviluppo della versione "C", unitamente ad una pianificata produzione di Apache per l'estero, rischiarono di fermare le consegne degli elicotteri all'esercito statunitense per sette mesi. Il Congresso, di fronte a ciò, autorizzò per il 1995 una spesa di oltre 77 milioni di dollari per costruire sei nuovi AH-64A.

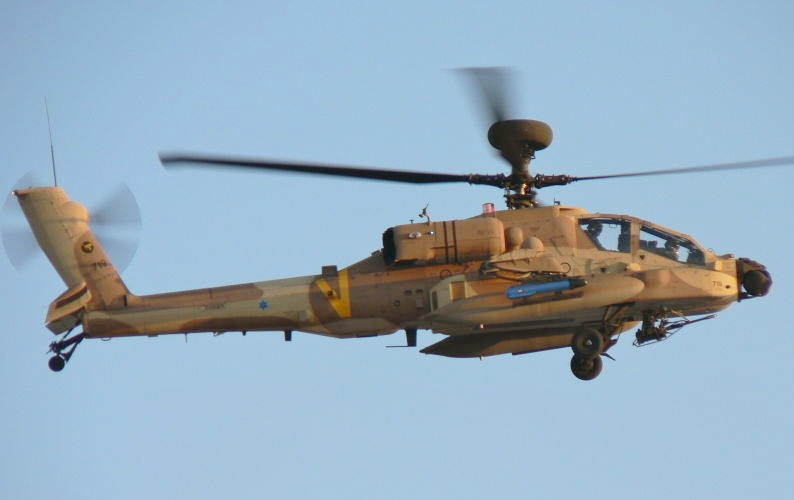
Un AH-64D "Saraf" israeliano. Si noti il radar sopra il rotore, principale differenza del Longbow, assieme ai motori potenziati, rispetto alla versione AH-64A

### AH-64D

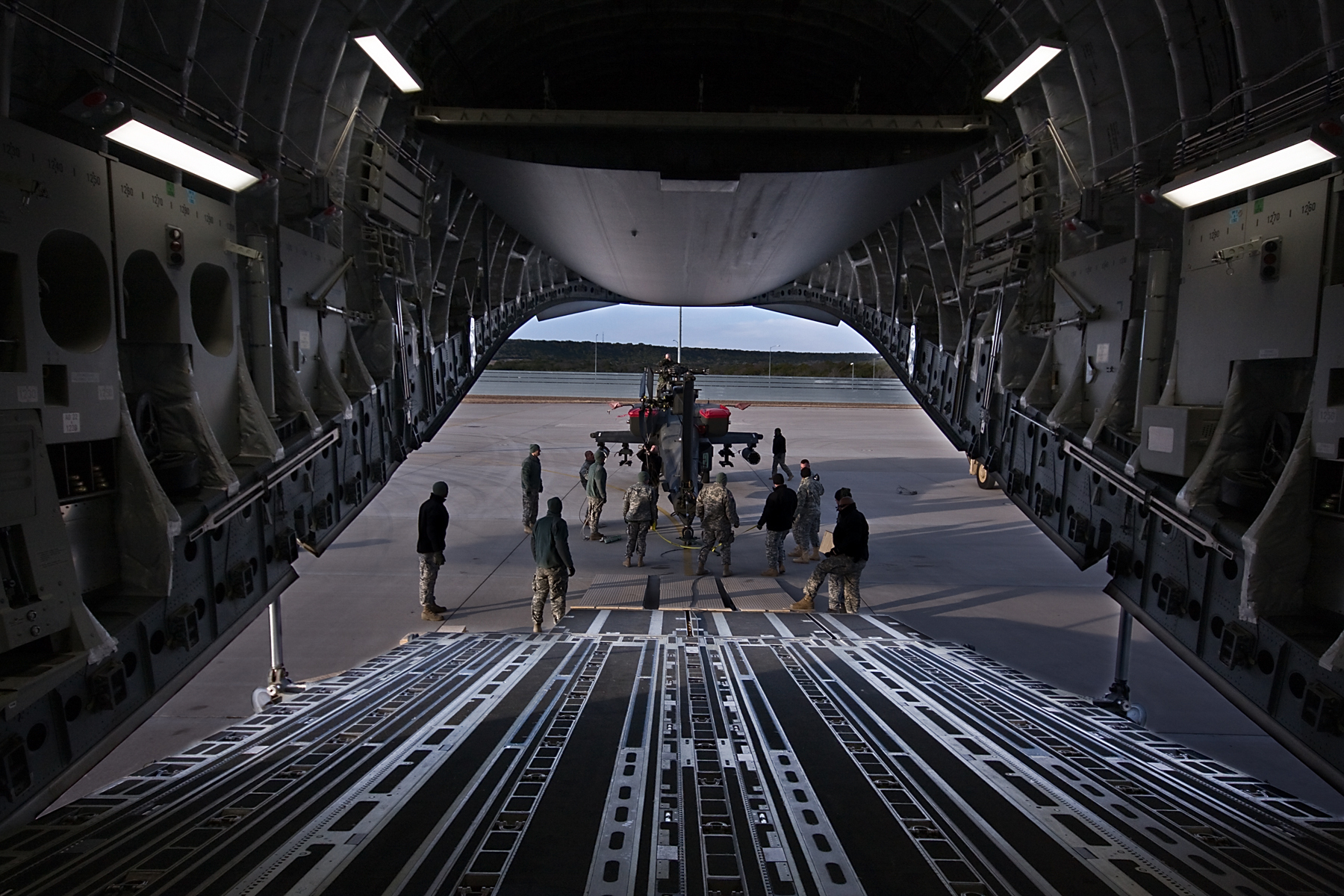
Gennaio 2009: uomini della 1st Air Cavalry Brigade, 1st Cavalry Division si accingono a caricare un AH-64D (senza antenne e pale) su un C-17 Globemaster III

Il modello evoluto, l'AH-64D Apache Longbow, è equipaggiato con una suite di sensori migliorata e sistemi di armamento potenziati. Il primo AH-64A aggiornato alla versione "D" è stato consegnato all'U.S. Army nel marzo 1997. La principale miglioria rispetto alla variante "A" è il radar AN/APG-78 Longbow installato sopra il rotore principale. Il Fire Control Radar (FCR) è del tipo ad onda millimetrica ed è parte, insieme al Radar Frequency Interferometer (RFI), un interferometro per rilevamento dei radar, del nuovo sistema di acquisizione dei bersagli in grado di individuare e classificare più di 128 bersagli e dare priorità ai 16 più pericolosi in meno di 30 secondi. L'acquisizione degli obiettivi può avvenire nelle modalità lock-on-before-launch (LOBL) o lock-on-after-launch (LOAL): il primo viene usato contro minacce a breve raggio o in posizione statica agganciate prima del lancio dei missili; il secondo aggancia invece le minacce a lungo raggio subito dopo il lancio dei vettori.
La posizione sopraelevata del radome consente l'impiego dei missili anche nel caso gli elicotteri si mantengano al di fuori della visuale da parte degli obiettivi, rimanendo nascosti dietro ostacoli del terreno, alberi o palazzi. Grazie all'FCR, mentre il copilota scandaglia il terreno con il TADS, il pilota riesce ad essere indipendente osservando lo spazio aereo. Inoltre, l'installazione di un modem radio integrato con i sensori consente agli AH-64D di condividere dati sui bersagli con altri AH-64 anche se non nella portata visiva dell'obiettivo. In questo modo, un gruppo di Apache può agganciare diversi bersagli, ma solo un elicottero espone il suo radome. Gli elicotteri che includono tutte le modifiche fatte sull'Apache Longbow, eccetto quella dell'installazione del radar di controllo del tiro, vengono ugualmente designate "AH-64D Apache Longbow", poiché comunque il radome è rimovibile e intercambiabile tra gli elicotteri.
Gli elicotteri furono equipaggiati con i motori potenziati T700-GE-701C (che garantiscono una velocità massima di 364 km/h) e con un nuovo cockpit di tipo completamente integrato. La parte anteriore della fusoliera fu ingrandita per fare posto ai nuovi equipaggiamenti. In aggiunta, furono potenziate le capacità di sopravvivenza, comunicazione e navigazione. Venne anche migliorato il sistema elettrico e di raffreddamento. Il peso massimo al decollo è stato aumentato a 10 100 kg.
L'AH-64D Longbow, sia con che senza radar, è, come richiesto da una specifica emanata dagli Stati Uniti, trasportabile dagli aerei C-141B (non più in servizio dal 2006), C-5A o C-17, nonché da vari tipi di nave (come ad esempio le portaelicotteri o le navi dei genieri dell'U.S. Navy) e dagli elicotteri CH-47D dotati di un apposito kit. L'U.S. Army ha intenzione di convertire tutti i suoi AH-64A in AH-64D.

#### Block I

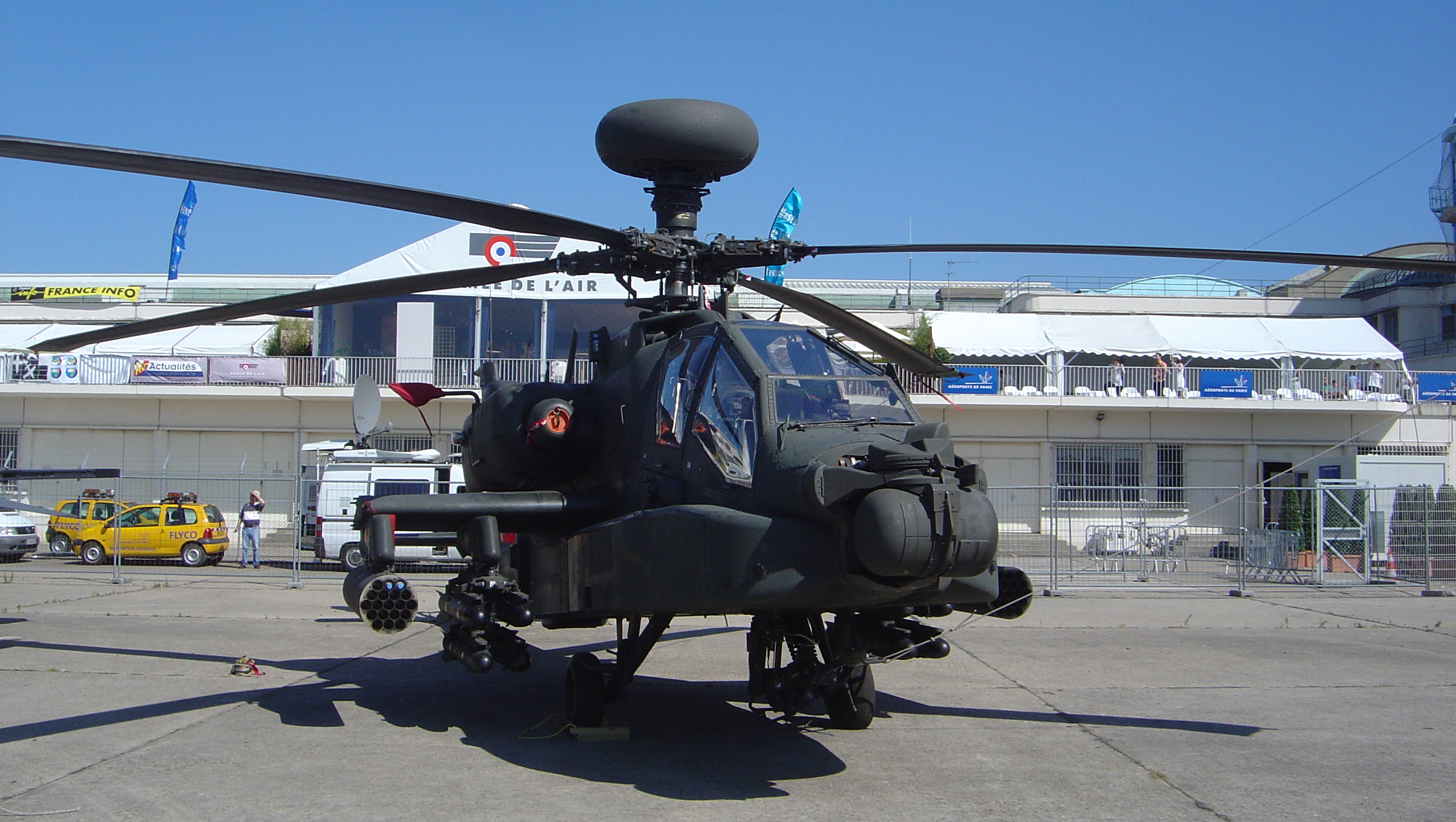
AH-64D Apache Longbow al salone internazionale dell'aeronautica e dello spazio di Parigi-Le Bourget del 2005

I primi 284 AH-64D dell'esercito statunitense vennero completati secondo uno standard definito "Block I". Il primo AH-64A dell'U.S. Army aggiornato alla versione "D", che volò per la prima volta il 17 marzo 1997, apparteneva proprio a questo standard. Il Block I fu frutto di un accordo tra l'U.S. Army e la McDonnell Douglas per la fornitura di 232 Apache Longbow nell'arco di cinque anni, accordo che prevedeva inoltre per la McDonnell Douglas l'addestramento dei piloti e l'invio di personale tecnico specializzato nelle prime due unità a cui fossero assegnati gli elicotteri, lo sviluppo dei manuali d'uso delle componenti elettroniche e la messa in disponibilità di pezzi di ricambio. Nel novembre 2000 l'United States Army Aviation and Missile Command stanziò più di 412 milioni di dollari per l'acquisto di ulteriori 52 Apache Longbow da fabbricarsi a Mesa (Arizona).
Il 29 settembre 2000 era intanto già stato firmato un nuovo contratto di produzione quinquennale (2001-2005) per la fornitura di 269 Apache Longbow, mentre procedeva in parallelo la consegna dei radar FCR e le ricerche di una ditta in grado di modernizzare il sistema TADS/PNVS.
Il 3 aprile 2002 personalità dell'U.S. Army, della Boeing e del Governo si ritrovarono a Mesa per celebrare la consegna dell'ultimo Apache frutto del primo contratto quinquennale e, al tempo stesso, del primo esemplare scaturito dal secondo contratto.

#### Block II
Nel febbraio 2003 è stato consegnato all'U.S. Army il primo Apache di un nuovo standard definito "Block II" e che comprende aggiornamenti ai sistemi digitali di comunicazione, necessari per integrarsi nella rete "tactical internet", e nuovi elementi dell'avionica. Tra le novità figura la possibilità per i piloti di avvalersi di mappe digitali, una radio ad alta frequenza, la modalità di comunicazione in Joint Variable Message Format e un sistema bus di dati "Fibre Channel". Le modifiche, tuttavia, hanno comportato una minor riserva di munizioni calibro 30 mm:da 1 200 a 300 proiettili.
Il 1º novembre 2004 il vice capo di stato maggiore dell'U.S. Army approvò una modifica al processo di modernizzazione degli Apache consentendo la conversione di altri 120 AH-64A allo standard "D", accelerando così i tempi di consegna degli Apache del Block I anche all'Army National Guard e alle unità della riserva.

### AH-64E Apache Guardian

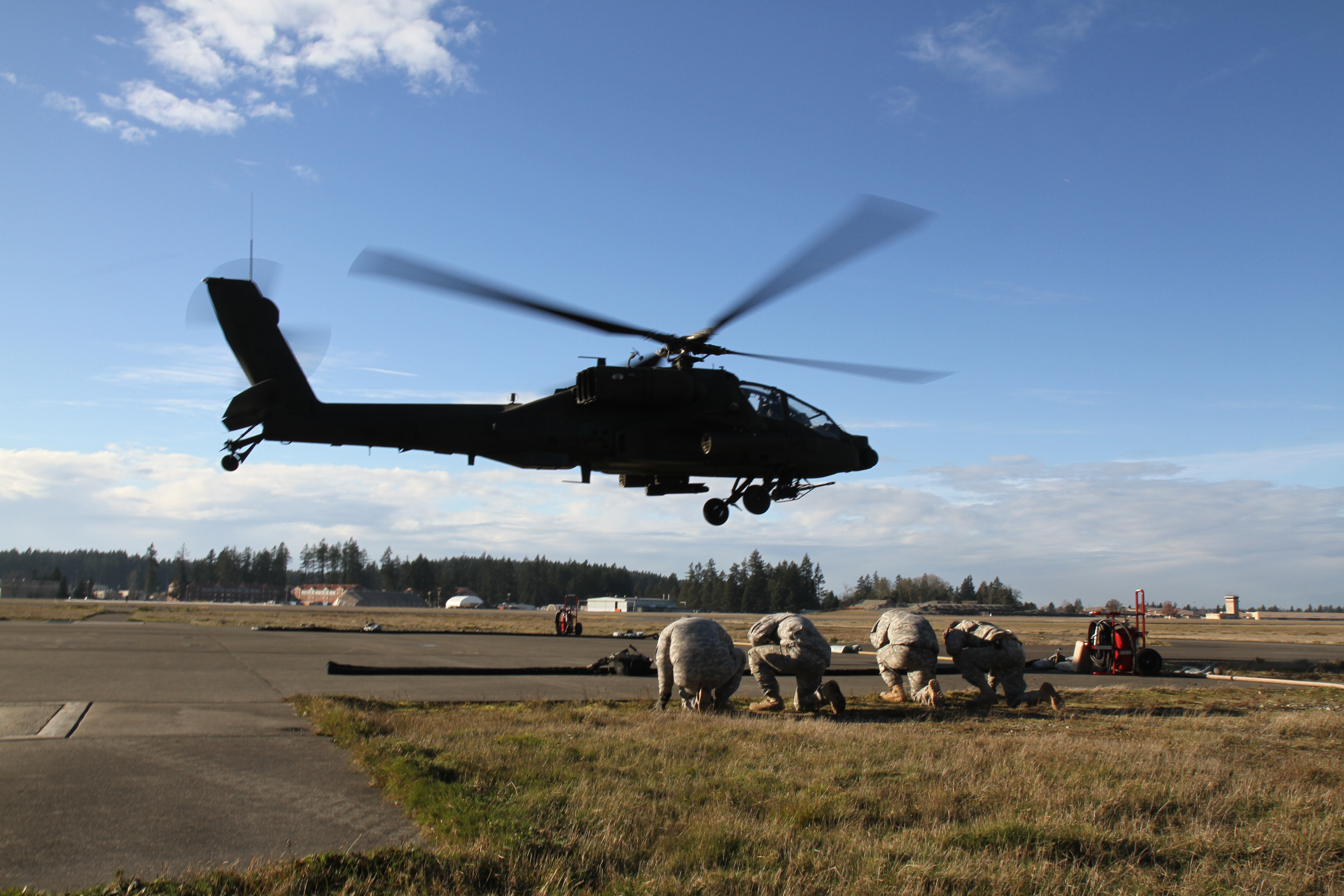
Un AH-64E

Nel luglio 2006 è stato firmato alla Boeing un contratto di sviluppo e dimostrazioni (System Development and Demonstration - SDD) per ulteriori evoluzioni tali da definire uno standard "Block III". Inizialmente era previsto di elevare a questo standard solo gli elicotteri del Block I, ma la cancellazione del programma RAH-66 Comanche ha sbloccato dei fondi tali da permettere la conversione anche del Block II.
Sono previste, in un'ottica di adeguamento al programma Future Force Warrior, ulteriori digitalizzazioni, l'integrazione con il "Joint Tactical Radio System", motori potenziati (i General Electric T700-GE-701D), capacità di controllo di UAV, comandi di volo fly-by-wire, una nuova trasmissione, nuove pale in materiale composito e modifiche al carrello. Le nuove pale, che hanno superato con successo le prove di volo nel maggio 2004, migliorano la velocità di crociera dell'Apache, la velocità di salita e il carico utile. L'FCR (Fire Control Radar) è dello stesso tipo di quelli installati nel Comanche Block I, con più portata, aumentata questa anche per i missili.
Test più severi del progetto fecero comunque slittare la data di decisione di avvio della produzione dal marzo 2009 all'aprile 2010. Secondo il programma ufficiale, lo sviluppo del Block III è articolato in tre fasi, tutte realizzabili "sul campo" senza necessità di riportare gli apparecchi alle fabbriche: la prima concernente l'installazione delle modifiche hardware; la seconda riguardante le modifiche tecniche e la terza incentrata sugli aggiornamenti dei vari software. L'avvio in piccola scala della prima fase è avvenuto nell'aprile 2010 per aumentare poi d'intensità due anni dopo; la seconda e terza fase dovrebbero terminare, rispettivamente, nel 2014 e nel 2016.
Il vice capo di stato maggiore dell'U.S. Army ha ordinato di innalzare allo standard Block III 634 Apache.
Il Block III è stato ufficialmente cambiato di nome nella nuova variante AH-64E "Apache Guardian" nell'ottobre 2012.

### Apache per l'esportazione
Le esigenze specifiche di alcuni clienti stranieri hanno portato la Boeing a realizzare alcune varianti specifiche derivate dall'AH-64A e dall'AH-64D espressamente per l'esportazione. La versione impiegata nel Regno Unito, il Westland WAH-64 Apache, è basata sull'AH-64D, ma ha differenti equipaggiamenti, tra cui motori più nuovi e potenti.

### Apache navale (Sea Apache)
Una versione navale dell'AH-64A fu proposta all'United States Marine Corps e alla United States Navy tra il 1984 e il 1987. Furono studiate molte diverse configurazioni, con carrello modificato, avionica e armi migliorate. I Marines non stanziarono fondi per una versione navale e continuano a utilizzare i Bell AH-1 SuperCobra a tutto il 2011.

## Utilizzatori

### Utilizzatori attuali

Operatori dell'AH-64 Apache.
operatori attuali
operatori futuri

operatori attuali
     operatori futuri
 Arabia Saudita
- Reale Forza Terrestre saudita

La Reale Forza Terrestre saudita, al dicembre 2011, ha undici tra AH-64A e AH-64D in servizio, i cui primi esemplari le furono consegnati nel 1993. Alla fine del 2012 il numero degli Apache sauditi è aumentato a dodici. Gli elicotteri verranno aggiornati allo standard AH-64D Longbow Apache in base a un piano che prevede il termine delle attività per il 2010. Nel settembre 2008 sono iniziati i negoziati per l'acquisizione di altri dodici AH-64D Apache Longbow Block II, unitamente alla acquisizione di equipaggiamenti e servizi associati, per un valore di 598 milioni di dollari.
- al-Haras al-Watani

La Guardia nazionale dell'Arabia Saudita ha ordinato 12 AH-64E Apache Guardian nel 2014.
 Australia
- Australian Army Aviation

Il 15 gennaio 2021, il Ministero della Difesa australiano ha annunciato come vincitore del progetto LAND 4503 il Boeing AH-64E Apache Guardian, di cui saranno consegnati 24 esemplari. Il 9 maggio 2022, il Ministero della Difesa australiano ha ufficializzato di aver ordinato 29 AH-64E Apache Guardian, con consegne previste per il 2025.
 Corea del Sud
- Daehanminguk Yuk-gun

36 AH-64E acquistati ad inizio 2013, per una spesa complessiva di 1,6 miliardi di dollari.
 Egitto
- Al-Quwwat al-Jawwiyya al-Misriyya

45 AH-64D ricevuti dal 2003 (35 AH-64A portati allo standard AH-64D sono stati inizialmente ricevuti, con altri 10 AH-64D ordinati nel 2010). I 43 elicotteri in servizio al gennaio 2022, saranno sottoposti ad un programma di aggiornamento che li porterà ad uno standard simile alla versione AH-64E Guardian. Il 27 novembre la Defense Security Cooperation Agency statunitense ha approvato la vendita di ulteriori 10 elicotteri d’attacco AH-64E APACHE all’Egitto. La vendita, del valore di circa un miliardo di dollari e che verrebbe effettuata tramite programma FMS, deve ancora ottenere la piena ufficialità che verrà ottenuta una volta approvata dal Congresso.
 Emirati Arabi Uniti
- Al-Quwwāt al-Jawiyya al-Imārātiyya

L'aeronautica militare degli Emirati Arabi ha comprato in totale 30 elicotteri AH-64A Apache negli anni tra il 1991 e il 1994, tutti ancora in servizio al dicembre 2012. Nel maggio 2008 sono state avviate le attività di aggiornamento degli elicotteri, per portarli alla versione AH-64D Apache Longbow. Si prevede la fine dei lavori per il novembre 2009 con continuazione delle attività di supporto fino a novembre 2010. Il 5 ottobre 2018 sono stati ordinati 9 nuovi AH-64E e la conversione a questo standard di 8 dei 28 AH-64D in organico nello stesso mese.

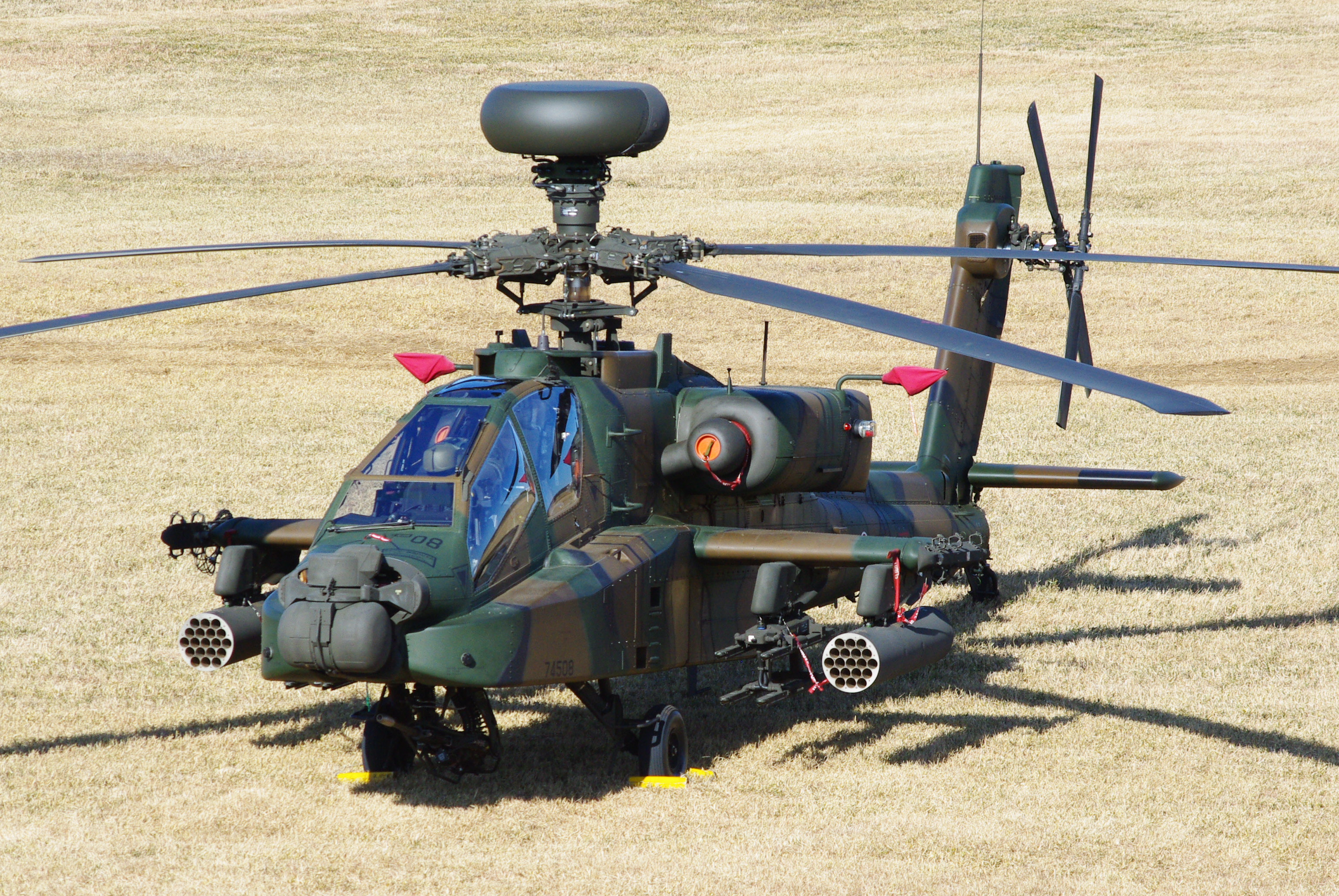
Un AH-64D Apache Longbow dello Rikujō Jieitai (forze di autodifesa terrestri giapponesi).

 Giappone
- Rikujō Jieitai

Le forze di autodifesa di terra giapponesi selezionarono l'AH-64D Apache Longbow nell'agosto del 2001 per dotarsi di una flotta di 55 elicotteri da combattimento. Il modello di Apache acquisito dal Giappone è dotato di missili aria-aria AIM-92 Stinger e su licenza della Boeing viene assemblato localmente dalla Fuji Heavy Industries (FHI) nel suo stabilimento di Utsunomiya. La variante assume il nome di "AH-64DJP". L'ordine iniziale fu di sette elicotteri e La Boeing consegnò il primo AH-64D Apache Longbow nel dicembre del 2005. La FHI consegnò a sua volta il primo Apache alla forza terrestre di autodifesa giapponese nel marzo del 2006. Le forze terrestri giapponesi avevano pianificato di sostituire i Bell AH-1 Cobra in dotazione con gli Apache secondo una logica uno a uno, ma la carenza di fondi ha portato dapprima a un rallentamento degli avvicendamenti e in seguito, nel mese di gennaio 2008, a un taglio dell'ordine dai 62 elicotteri in opzione originaria a 13. Nel gennaio 2008 risultavano in servizio solo i primi due AH-64, mentre nel dicembre 2011 ve ne erano in servizio dieci, con trattative in corso per l'acquisto di soli altri due Apache. Alla fine del 2012 il numero di Apache in dotazione alla forza terrestre di autodifesa giapponese non è cambiato. Il 5 febbraio 2018 un esemplare é andato distrutto in un incidente, portando a 12 gli esemplari in servizio.
 Grecia
- Ellinikós Stratós

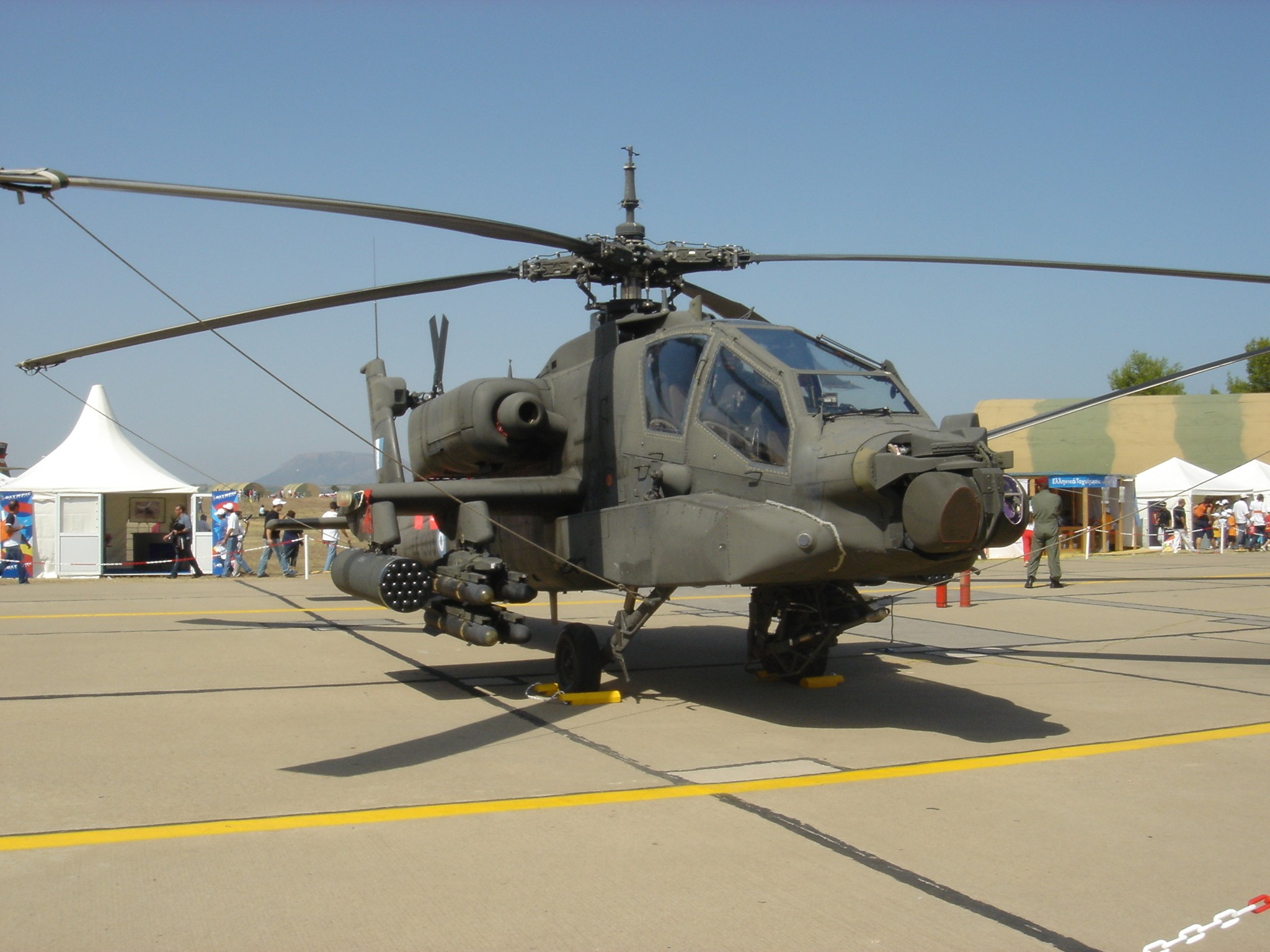
Un AH-64A+ Apache dell'esercito greco.

L'esercito greco ha iniziato a ricevere nel 1995 una prima fornitura di venti elicotteri AH-64A Apache, che in seguito sono stati aggiornati allo standard AH-64A+. Nel settembre del 2003, la Grecia ha firmato un ordine per l'acquisizione di dodici elicotteri AH-64D Apache Longbow per completare la flotta. Il contratto ha comportato una spesa totale di 675 milioni di dollari. Nello stesso contratto è inclusa l'acquisizione del radar di controllo di tiro, il nuovo sistema di designazione e acquisizione dei bersagli MTADS, equipaggiamenti di supporto, addestramento e assistenza per la manutenzione. Il tutto porta a stimare il costo unitario per un AH-64D di questo contratto di 56,25 milioni di dollari. Le consegne di AH-64D Longbow sono iniziate nel 2007. L'esercito greco ha 28 tra AH-64A e AH-64D in servizio al maggio 2019.
 India
- Bhāratīya Vāyu Senā

Nel 2015 il governo indiano ne ha ordinati 22 esemplari della nuova versione AH-64E Apache Guardian per 654,6 milioni di dollari. Il primo esemplare è stato preso in consegna il 10 maggio 2019. Gli ultimi dei 22 esemplari ordinati sono stati consegnati a luglio 2020.
- Bhāratīya Thalsēnā

6 AH-64E(I) Apache Guardian ordinati a febbraio 2020. Primi tre esemplari consegnati il 22 luglio 2025.
 Indonesia
- Tentara Nasional Indonesia-Angkatan Darat

8 AH-64E Apache Guardian ordinati nel 2013 ad un costo di 296 milioni di dollari che saranno consegnati entro il 2018. L'ordine comprende, per altri 500 milioni di dollari, 140 missili aria-superficie AGM-114R-3 Hellfire II, turbine T700 di riserva, sottosistemi avionici, parti di ricambio e ausili didattici.
 Israele
- Heyl Ha'Avir

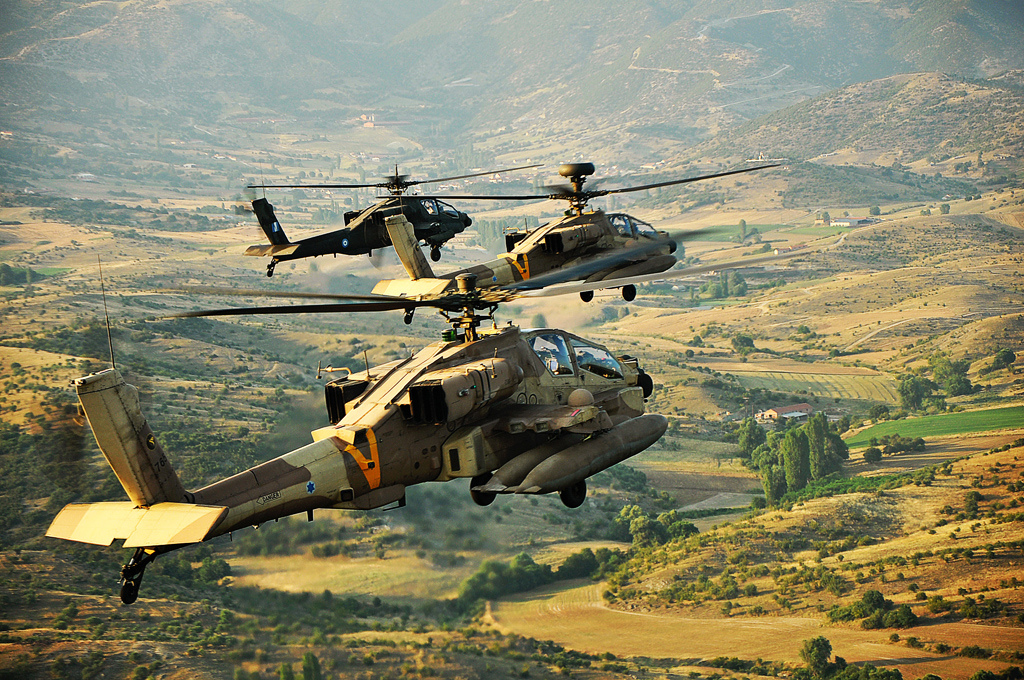
Elicotteri Apache israeliani e greci durante un'esercitazione aerea interforze.

L'aeronautica militare israeliana ha operato con elicotteri AH-64A Apache sin dal principio degli anni novanta. Nell'ottobre del 1999 Israele annunciò la sua intenzione di modernizzare la propria flotta di elicotteri d'attacco attraverso la combinazione di aggiornamenti degli AH-64A esistenti e acquisizione di ulteriori AH-64D Apache Longbow nuovi. La denominazione israeliana di questi elicotteri è AH-64D-I Apache, mentre il soprannome dato dagli equipaggi è "Peten" (in ebraico "פתן", cobra).. Nel febbraio del 2000, il governo israeliano firmò un accordo con l'United States Department of Defense per l'aggiornamento di dodici degli AH-64A già in dotazione per aggiornarli alla versione AH-64D. Per accelerare i tempi del processo di conversione, il 31 agosto 2000 furono presi accordi per permettere alla Boeing di modificare gli elicotteri introducendo le varianti specifiche richieste da Israele, mediante contratti più snelli di tipo commerciale e non militare. I dettagli esatti di questo accordo e il numero totale di Apache da consegnare o aggiornare non è stato comunicato. Nel febbraio del 2001, fu firmato l'accordo per l'acquisizione di altri nove AH-64 Apache Longbow per l'aeronautica israeliana. Il negoziato tra i governi ha stabilito che sarà l'esercito statunitense a farsi carico di seguire il contratto con la Boeing per gli elicotteri e gli equipaggiamenti israeliani. Il costo del programma, comprensivo di elicotteri, armamento, ricambi, addestramento e supporto fu stimato intorno ai 500 milioni di dollari. L'11 aprile 2005, Israele ha ricevuto i primi tre elicotteri AH-64D Apache Longbow dal Dipartimento della difesa statunitense. In totale sono stati consegnati 48 tra AH-64A e AH-64D.
L'aeronautica militare israeliana aveva operativi, alla data di dicembre del 2006, 37 AH-64A e 11 AH-64D, per un totale di 48 Apache, conseguenza della perdita di tre elicotteri per incidenti (due "A" e uno "D"). Al dicembre 2011 tuttavia il numero totale di Apache in servizio con l'aeronautica militare israeliana era di 50, numero sceso a 45 alla fine del 2012.
Ad agosto 2017 risultano in servizio 20 AH-64D 23 AH-64A+ in servizio all'ottobre 2017.
 Kuwait
- Al-Quwwat al-Jawwiyya al-Kuwaytiyya

L'aeronautica militare del Kuwait ha ordinato nell'agosto del 2002 sedici elicotteri AH-64D Apache Longbow. Il costo della commessa è stato di 262,2 milioni di dollari incluso addestramento, mentre il costo del programma completo, comprensivo dell'acquisto del radar di controllo di tiro, dell'armamento (compresi i missili Hellfire), ricambi, supporto all'assistenza e addestramento, si stima intorno ai 900 milioni di dollari. I primi sei AH-64D Apache Longbow consegnati all'aeronautica militare del Kuwait sono entrati in servizio il 6 marzo 2007 ed erano gli unici operativi al gennaio 2008. A dicembre 2020, il Dipartimento di Stato americano ha approvato la possibile vendita di otto elicotteri d’attacco AH-64E e l’aggiornamento, nonché la revisione dei 16 AH-64D in organico per portarli all’ultima versione.
 Marocco
- Forces royales air

L'ordine per 24 AH-64E è stato confermato il 24 giugno 2020. Primi sei esemplari consegnati il 3 marzo 2025.

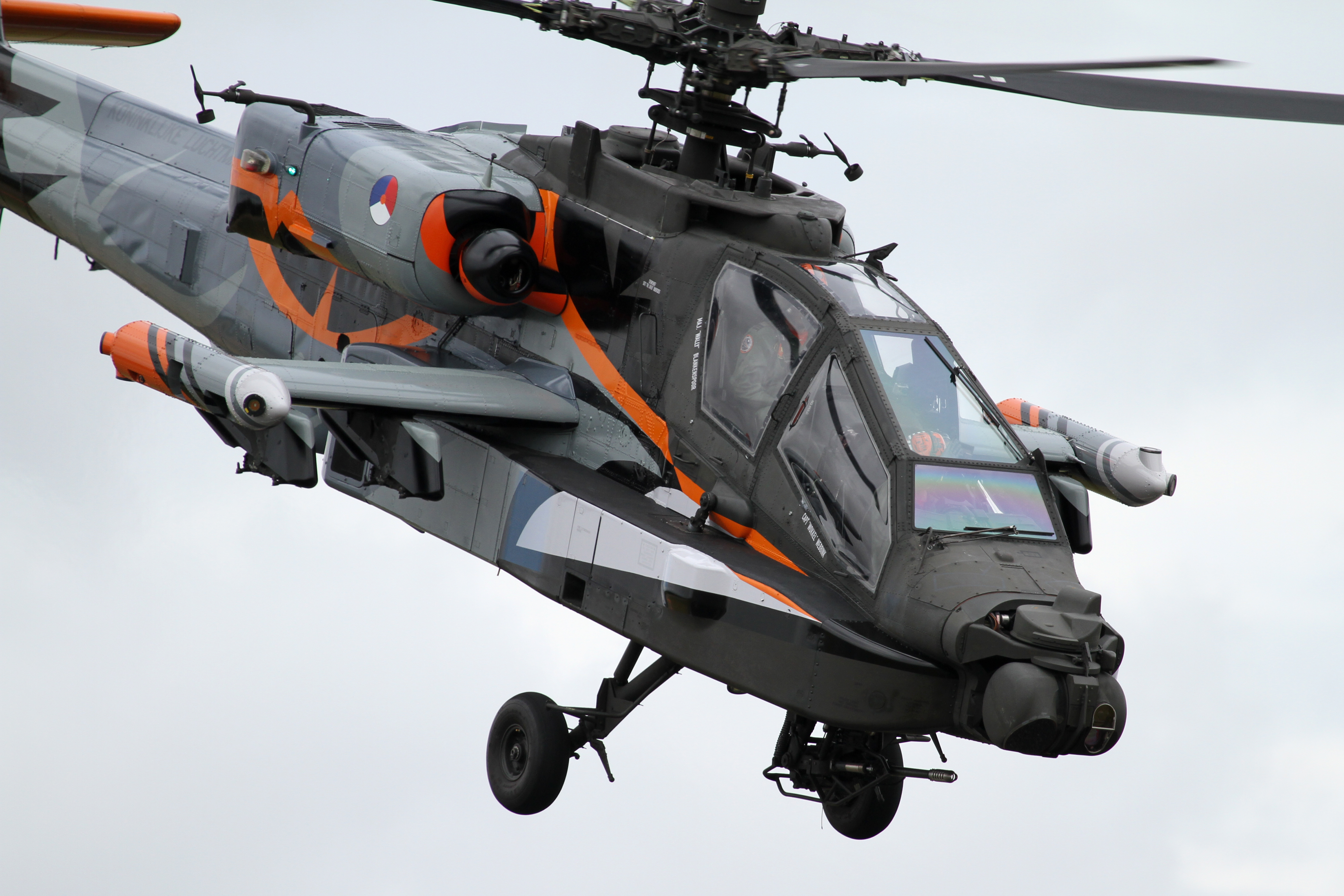
AH-64D Apache della Koninklijke Luchtmacht in livrea speciale in occasione del RIAT 2011.

 Paesi Bassi
- Koninklijke Luchtmacht

Nel 1995 i Paesi Bassi affidarono alla McDonnell Douglas Helicopter Systems una commessa per trenta elicotteri AH-64D Apache. Poiché la prima consegna non sarebbe stata possibile prima del 1998, nel 1996 vennero consegnati in prestito all'aeronautica olandese dodici elicotteri AH-64A dell'U.S. Army. Per qualificarsi sugli Apache, i piloti olandesi seguirono i corsi di addestramento presso Fort Hood in Texas durante il 1996 e costituirono il primo gruppo operativo nel settembre 1997. Il 15 maggio 1998, la subentrata Boeing consegnò il primo AH-64D previsto dal contratto. Con questa consegna, i Paesi Bassi divennero il primo operatore straniero dell'AH-64D. Nel giugno del 2002 è stato consegnato l'ultimo dei trenta elicotteri AH-64D ordinati e il reparto è diventato completamente operativo nel 2003. Nel 2008 risultavano operativi 29 AH-64D, numero che nel dicembre 2011 era sceso a 28 e ritornato di nuovo a 29 nel dicembre 2012. Al settembre 2018, restano in servizio 28 AH-64D block II che saranno tutti ricostruiti alla nuova versione AH-64E Apache Guardian. Il 19 novembre il Ministero della Difesa olandese (MoD) ha annunciato che i primi tre AH-64D erano partiti con destinazione lo stabilimento di produzione Apache di Boeing a Mesa, in Arizona dove saranno aggiornati allo standard AH-64E. Gli elicotteri saranno rimessi in servizio tra la metà del 2023 e l'inizio del 2025.
 Polonia
- Wojska Lądowe

L'8 settembre 2022, il Ministero della Difesa polacco annunciò che sarebbero stati acquistati 96 AH-64E Apache Guardian per l'esercito polacco. Ordine per 96 AH-64E Apache Guardian ufficializzato il 13 agosto 2024. 8 AH-64D presi in leasing dallo US Army con un contratto firmato a febbraio 2025, i cui primi tre esemplari sono stati consegnati il 16 giugno ed immessi il 17 giugno dello stesso anno. Questi Apache fungeranno da soluzione provvisoria nell'attesa delle consegne dei primi dei novantasei AH-64E Apache Guardian ordinati.
 Qatar
- Qatar Emiri Air Force

24 AH-64E Apache Guardian ordinati nel luglio 2014, consegnati tra il 14 marzo 2019 ed il 16 giugno 2020. Ulteriori 24 AH-64E ordinati nel marzo del 2019 con consegne entro il 2024.
 Regno Unito
- British Army

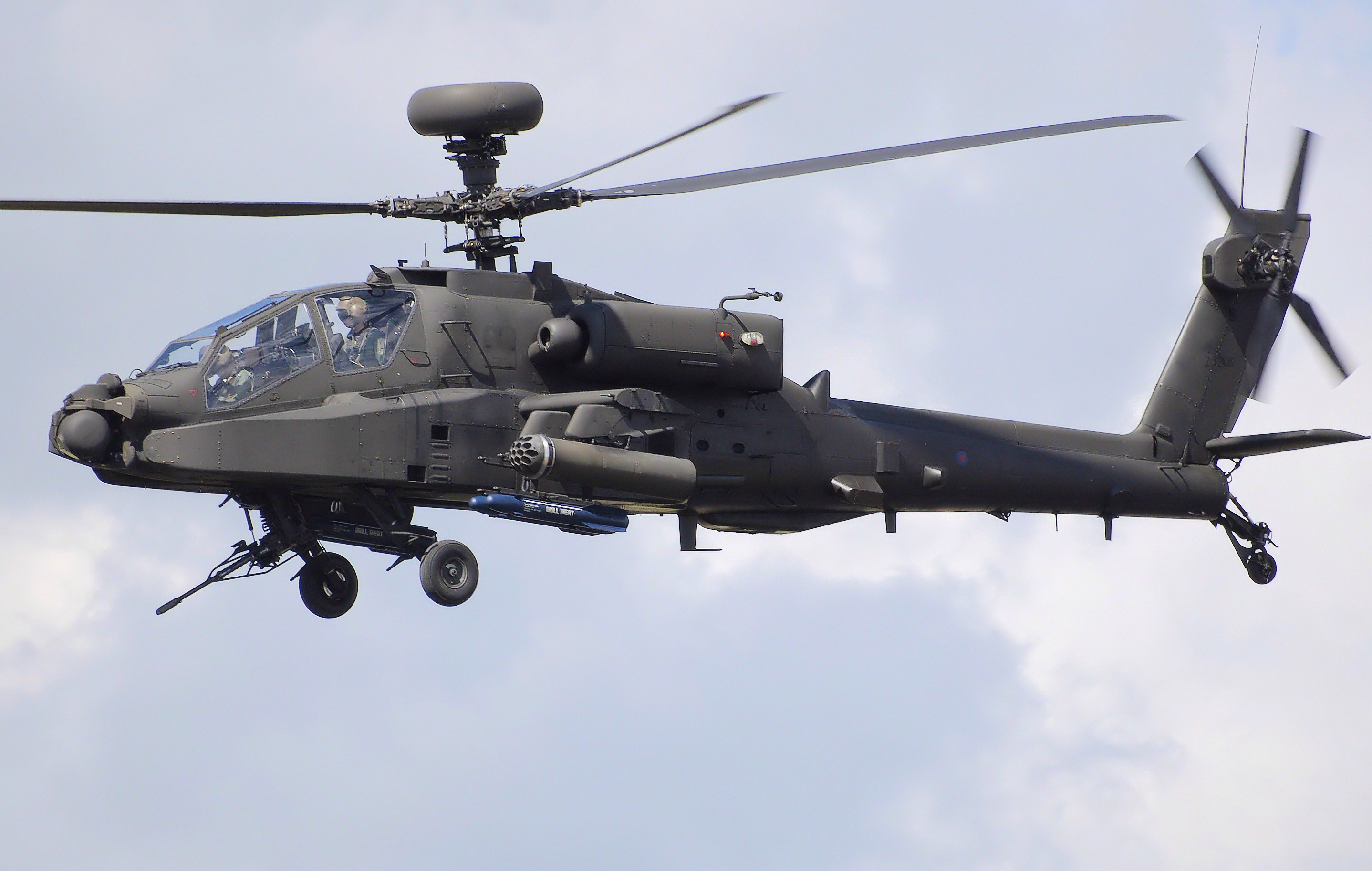
Un Westland WAH-64D Apache Longbow del British Army.

L'esercito del Regno Unito ha acquisito 67 elicotteri Westland WAH-64D Apache Longbow. Il Ministero della Difesa Britannico ne commissionò la fabbricazione, completi di radar per il controllo di tiro Longbow e motori Rolls-Royce–Turbomeca RTM 322 alla GKN Westland Helicopters, la quale aveva stretto un accordo come assemblatore su licenza Boeing. La produzione ebbe inizio con otto elicotteri prodotti integralmente dalla Boeing a partire dall'aprile 1998, cui fecero seguito gli altri 59, per i quali le parti venivano costruite dalla Boeing nello stabilimento di Mesa in Arizona, mentre l'assemblaggio, le prove di volo, le consegne e il supporto iniziale veniva portato a termine dalla Westland nello stabilimento di Yeovil in Inghilterra. La Boeing terminò il suo primo WAH-64D Apache Longbow di produzione il 28 agosto 1998. L'elicottero venne consegnato alla Westland e dopo un esteso programma di prove e valutazioni, fu consegnato al Ministero della Difesa britannico nel marzo 2000. L'ultimo dei 67 WAH-64 fu consegnato all'esercito britannico nel giugno 2004. L'11 luglio 2016 il ministro della difesa di Londra ha annunciato di avere sottoscritto un contratto da 2,3 miliardi di dollari con Boeing (cosa che ha destato scalpore in quanto li si poteva ordinare all'AgustaWestland) per l'acquisto di 50 AH-64E "Apache Guardian".
 Singapore
- Angkatan Udara Republik Singapura

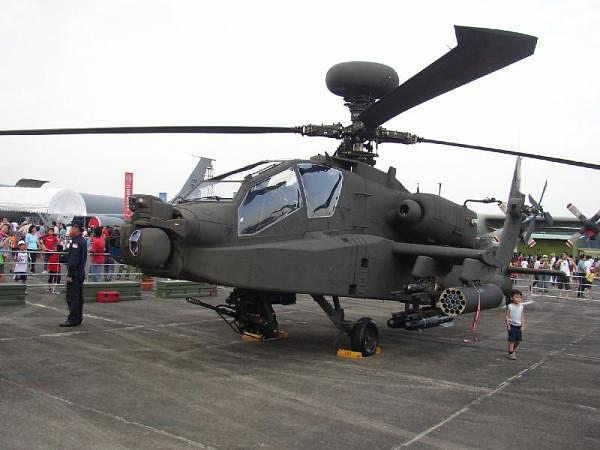
AH-64D della Angkatan Udara Republik Singapura.

L'aeronautica militare di Singapore ha acquisito 20 elicotteri AH-64D Apache Longbow in due lotti tra il 1999 e il 2001. La commessa si concretizzò nel marzo del 1999, quando il governo di Singapore si accordò con l'esercito degli Stati Uniti per l'acquisto dalla Boeing di otto elicotteri d'attacco AH-64D, cui fece seguito nell'agosto del 2001 la firma con il governo statunitense per l'acquisto di altri dodici Apache Longbow addizionali e delle parti di ricambio. I termini degli accordi non sono stati resi pubblici. Il primo degli AH-64D Apache Longbow ordinati da Singapore fu consegnato il 17 maggio 2002; nello stesso anno si completò la consegna dei primi otto elicotteri del primo lotto. I dodici elicotteri del secondo lotto furono consegnati a partire dal gennaio 2006. L'aeronautica militare di Singapore aveva 18 AH-64D operativi al dicembre 2021. mentre al dicembre 2011 (e al dicembre 2012)
 Stati Uniti
- United States Army

L'esercito degli Stati Uniti ha aggiornato un gran numero di suoi elicotteri dalla versione AH-64A all'ultima AH-64D Longbow. Negli anni tra il 1997 e il 2006, l'esercito statunitense ha ricevuto un totale di 501 elicotteri ottenuti per aggiornamento alla versione "D" a partire da versioni precedenti. Alla fine del 2006 è stato firmato un ulteriore contratto per l'aggiornamento di altri 96 elicotteri in più, fino a portare il totale di AH-64D a 597. In varie occasioni, fino a tutto il 2007, La Boeing è stata incaricata di costruire ulteriori AH-64D Apache Longbow fino ad arrivare ad un totale di 45 elicotteri nuovi come rimpiazzo di quelli persi durante le operazioni belliche. La United States Army ha 698 AH-64 (241 AH-64A e 457 AH-64D) in servizio al gennaio 2008. Nel dicembre 2012 gli Apache dell'esercito in servizio erano 669. Nel marzo del 2017 la Boeing ha annunciato di aver concluso un accordo di vendita di 268 Apache AH-64E con un programma di acquisto di 5 anni, con un contratto del valore di 3,4 miliardi di dollari.
- United States Army Reserve e National Guard of the United States

Nell'ottobre del 2000 queste due unità avevano in servizio un totale di 218 AH-64A.
 Taiwan
- Zhōnghuá Mínguó Lùjūn

Tra il 2013 e il 2014 l'esercito taiwanese ha ricevuto 30 esemplari (29 in servizio all'ottobre 2018, in quanto uno è andato perso nel 2014) della nuova versione AH-64E Apache Guardian, parte di un pacchetto di aiuti militari varato nel 2008 comprendente tra l'altro 1.000 AGM-114L Hellfire. L'operatività del primo squadrone di Apache Guardian è stata ottenuta nel 2015.
| Operatore           | Data di acquisizione | Data della prima consegna | Nº di AH-64A | Nº di AH-64D | Nº di AH-64D Longbow | Nº di AH-64E | Totale |
| ------------------- | -------------------- | ------------------------- | ------------ | ------------ | -------------------- | ------------ | ------ |
| Arabia Saudita      | ?                    | apr 1993                  | ?            | 0            | ?                    | 0            | 12     |
| Egitto              | 1994                 | ?                         | →            | 36           | 0                    | 0            | 36     |
| Emirati Arabi Uniti | dic 1991             | ott 1993                  | →            | 0            | 30                   | 0            | 30     |
| Stati Uniti         | 1976                 | 1984                      | ~ 300 →      | 0            | ?                    | 0            | 669    |
| Grecia              | dic 1991             | giu 1995                  | ?            | 0            | ?                    | 0            | 28     |
| Corea del Sud       | 2013                 | 2016                      | 0            | 0            | 0                    | 36           | 36     |
| Giappone            | 2001                 | 2006                      | 0            | 0            | 10                   | 0            | 10     |
| Kuwait              | 2002                 | 2007                      | 0            | 0            | 16                   | 0            | 16     |
| Israele             | mar 1990             | set 1990                  | ?            | 0            | ?                    | 0            | 45     |
| Paesi Bassi         | mag 1995             | nov 1996                  | 0            | 29           | 0                    | 0            | 29     |
| Regno Unito         | lug 1995             | 2000                      | 0            | 0            | 66 WAH-64            | 50           | 66     |
| Singapore           | giu 1999             | 2002                      | 0            | 0            | 19                   | 0            | 19     |
| Taiwan              | 2008                 | nov 2013                  | 0            | 0            | 0                    | 30           | 30     |
| India               | 2015                 | ?                         | 0            | 0            | 0                    | 22           | 22     |

→ : Indica che elicotteri in quella versione sono stati aggiornati a una più moderna

I totali scritti in corsivo indicano che non è stato possibile stabilire quanti elicotteri sono nella versione "A" e quanti nella versione "D"

### Possibili utilizzatori futuri e nuove commesse
India
- Un accordo con il governo statunitense per un ulteriore lotto di 6 AH-64E Apache Guardian potrebbe essere concluso a breve.[172]

## Cultura di massa
- In ambito cinematografico l'Apache è il protagonista del film Apache pioggia di fuoco, titolo originale Fire Birds, del 1990. La trama è incentrata sull'addestramento di un pilota da combattimento (Nicolas Cage) nella guerra a narcotrafficanti che utilizzavano un elicottero da combattimento di finzione chiamato "Scorpion", in realtà ottenuto modificando un OH-6 Cayuse. Il film ha visto un notevole impegno di risorse da parte dell'U.S. Army che ha messo a disposizione trenta AH-64A Apache del 4th Squadron della 6th Cavalry Brigade, unitamente a molti altri tipi di elicotteri in dotazione.[173] Inoltre l'elicottero fa la sua comparsa anche nei film Lone Survivor, 28 settimane dopo, Toy Soldiers - Scuola di eroi e G.I. Joe - La nascita dei Cobra,[174] nonché nell'ottava stagione della serie televisiva 24.[175]
- L'Apache è altresì presente, in qualità di "comparsa" o "personaggio principale", anche in svariati videogame giocabili in numerose piattaforme, partendo dall'Amstrad CPC e arrivando al J2ME passando per il DOS.[176]. Tra le apparizioni più importanti, spicca quella nella serie di videogiochi di Ace Combat da parte della versione AH-64A[177]

## Cronologia
- 1972
  - Agosto: Viene annunciato il programma AAH (Advanced Attack Helicopter).
  - Novembre: Viene emessa la "richiesta di proposte" alle industrie.[178]
- 1975
  - 30 settembre: Primo volo del prototipo YAH-64A della Hughes.
  - 1º ottobre: Primo volo del prototipo YAH-63A della Bell.
- 1976
  - Maggio: Iniziano le prove comparative in volo tra i prototipi Bell e Hughes.
  - Dicembre: Lo Hughes YAH-64A è selezionato come progetto vincitore della competizione.
- 1979
  - Alla fine dell'anno, vengono avviate le prove iniziali di sparo del missile AGM-114 Hellfire.
- 1980
  - Aprile: viene scelto il sistema TADS/PNVS della Martin Marietta per equipaggiare gli AH-64 di serie.[178]
- 1981
  - L'U.S.Army riceve 3 elicotteri AH-64 di pre-produzione per iniziare la seconda fase di test operativi.
  - Alla fine dell'anno, l'AH-64 riceve il nome di Apache.
- 1982
  - Aprile: Viene autorizzato l'inizio della produzione di serie
- 1984
  - Gennaio: La Hughes Helicopters è acquisita dalla McDonnell Douglas.[179]
  - 2 gennaio: Iniziano le consegne dei primi 11 AH-64A all'esercito statunitense.
- 1990
  - Israele riceve i suoi primi AH-64A.[107]
  - Esce nelle sale il film Apache pioggia di fuoco, titolo originale Fire Birds (o Wings of the Apache) con Nicolas Cage.
- 1991
  - Gli Emirati Arabi Uniti ricevono i primi AH-64A.[78]
- 1992
  - Aprile: Primo volo del prototipo iniziale del modello AH-64D.
- 1993
  - Aprile: Inizia la consegna all'Arabia Saudita dei 12 AH-64A ordinati.[3]
- 1995
  - L'AH-64A Apache entra in servizio con l'Esercito Greco.
  - I Paesi Bassi ordinano 30 AH-64D Apache.[133]
  - L'Egitto conferma l'ordine per 35 AH-64A.
- 1996
  - L'aeronautica olandese riceve 12 AH-64A americani in prestito temporaneo, mentre procede la produzione degli AH-64D ordinati.[130]

- 1997

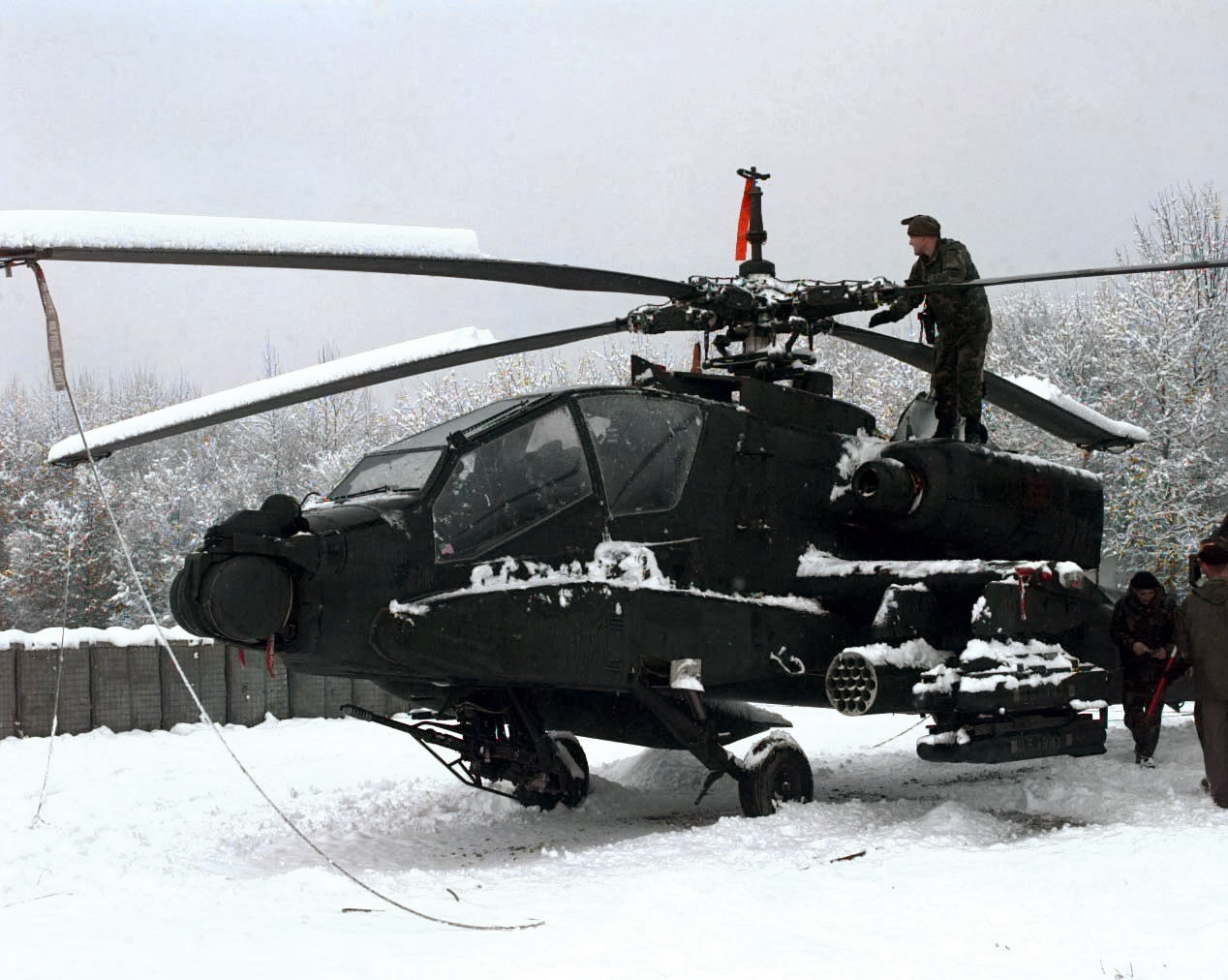
Soldati americani puliscono dalla neve un AH-64A Apache in una base SFOR in Bosnia ed Erzegovina, 16 dicembre 1997.

  - Marzo: La McDonnell Douglas consegna il primo AH-64D Apache Longbow all'U.S.Army.[180]
  - 1º agosto: La McDonnell Douglas si fonde con la Boeing.
- 1998
  - Aprile: La Boeing avvia la fabbricazione dei primi WAH-64 Apache britannici.[152]
  - 15 maggio: viene consegnato il primo AH-64D Apache alla Koninklijke Luchtmacht olandese.[132]
  - 28 agosto: La Boeing trasferisce per l'assemblaggio finale il primo WAH-64 britannico alla Westland Aircraft.[153]

- 1999

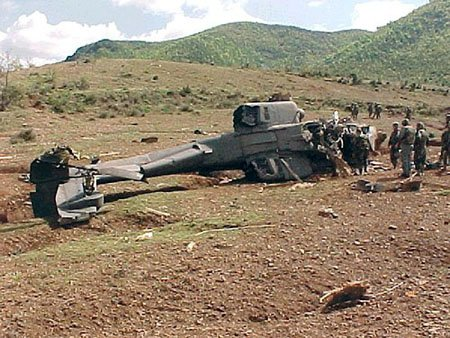
Resti dell'Apache statunitense precipitato in Albania durante una missione di addestramento nell'aprile 1999.

  - Marzo: Singapore firma un primo ordine per 8 AH-64D.[156]
  - 27 aprile: Un Apache americano precipita in Albania durante un volo di addestramento.
- 2000
  - Febbraio: Il governo di Israele firma un accordo con l'United States Department of Defense per aggiornare presso le proprie aziende 12 degli AH-64A israeliani alla configurazione AH-64D.[108]
  - Marzo: La Westland Aircraft consegna il primo WAH-64 Apache al Ministero della difesa Britannico.[154]
- 2001
  - A inizio anno, l'Egitto decide di aggiornare i suoi AH-64A alla versione AH-64D.[181]
  - Febbraio: Il governo di Israele firma un accordo per acquisire 9 AH-64 Apache Longbow.[110]
  - Agosto: La Forza Terrestre di Autodifesa Giapponese seleziona l'AH-64D Apache Longbow.[20]
  - Agosto: Singapore emette un secondo ordine per 12 AH-64D Apache Longbow.[157]
- 2002
  - 17 maggio: La Angkatan Udara Republik Singapura riceve il primo AH-64D Apache Longbow del primo lotto.[158]
  - Giugno: L'aeronautica militare dei Paesi Bassi riceve l'ultimo dei 30 AH-64D ordinati.[133]
  - Agosto: Il governo del Kuwait firma un ordine per 16 AH-64D Apache Longbow.[117]
- 2003
  - Febbraio: Consegna del primo AH-64D aggiornato allo standard Block II all'U.S.Army.
  - 20 giugno: La Boeing consegna l'Apache Longbow numero 300 all'Esercito degli Stati Uniti.[182]
  - Settembre: La Grecia firma un contratto per l'acquisizione di 12 AH-64D Longbow.[88]
  - L'Egitto riceve i suoi primi AH-64D aggiornati.[181]

- 2004

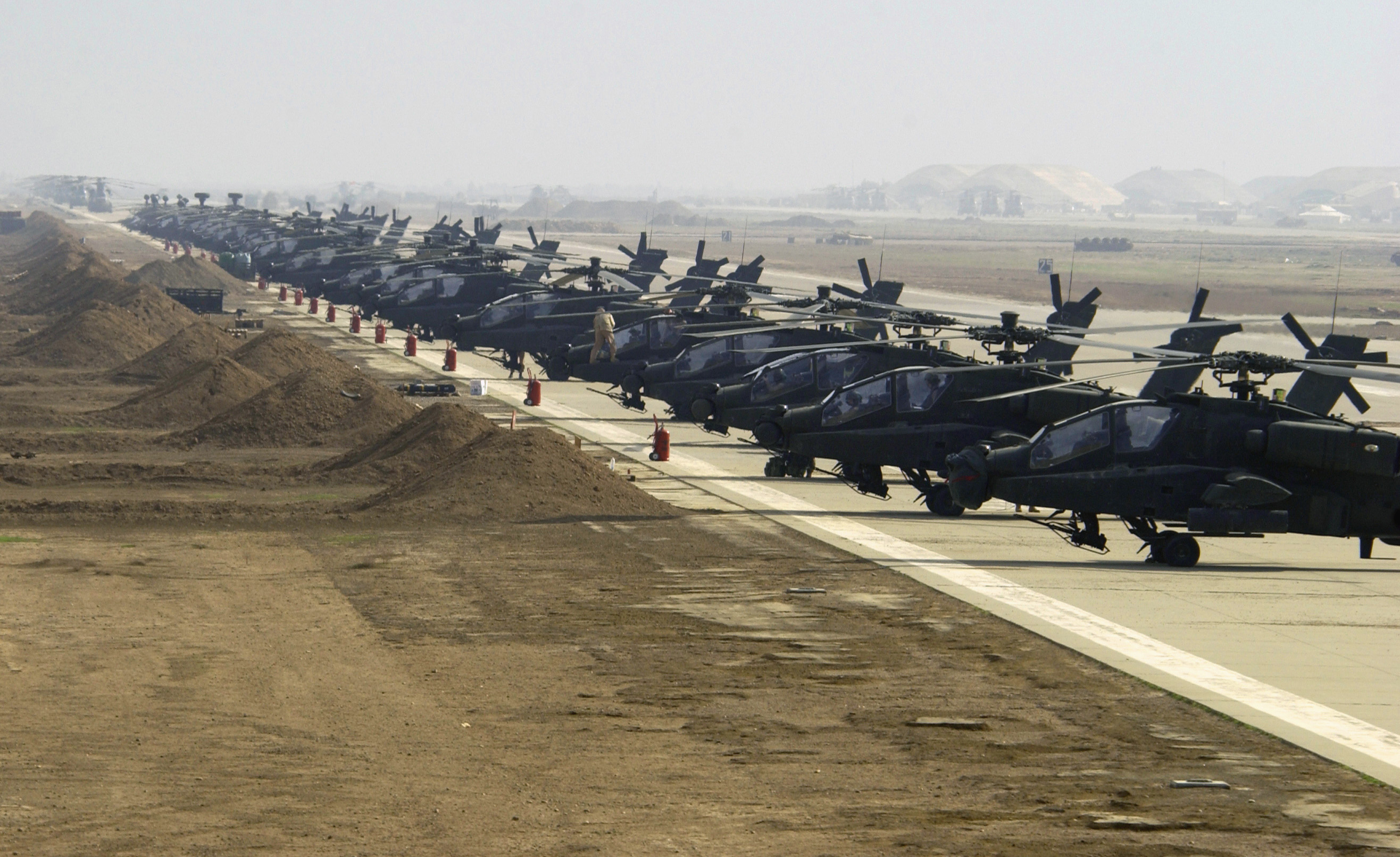
Elicotteri Apache dispiegati dagli Stati Uniti nella base aerea di Al Asad in Iraq, nel gennaio del 2004.

  - Luglio: L'AgustaWestland consegna al British Army l'ultimo dei 67 WAH-64 Apache che ha assemblato su licenza Boeing.[38]
  - 26 agosto: La Boeing consegna l'Apache Longbow numero 500 all'Esercito degli Stati Uniti.[183]
- 2005
  - 11 aprile: Israele riceve i primi 3 AH-64D Apache Longbow da parte dello United States Department of Defense.[107]
  - Giugno: Viene firmato alla Boeing il contratto per lo sviluppo degli aggiornamenti agli AH-64D al Block III.[184]
  - 20 dicembre: La Boeing consegna il primo AH-64D al Giappone.[80]
- 2006
  - Gennaio: La aeronautica militare di Singapore riceve il primo AH-64D Apache Longbow del secondo lotto.[159]
  - 15 marzo: La Fuji Heavy Industries consegna alla Forza Terrestre di Autodifesa Giapponese il primo AH-64D Apache Longbow costruito su licenza.[81]
  - Alla fine dell'anno, l'Egitto riceve l'ultimo degli AH-64D ordinati.[185]
- 2007
  - Gennaio: Cominciano le consegna degli AH-64D Longbow alla Grecia.[90]
  - 6 marzo: Entrano in servizio i primi 6 AH-64D Apache Longbow del Kuwait.[121]
  - 27 giugno: Primo volo del prototipo AH-64D Block III.[184]
- 2008
  - Maggio: Gli Emirati Arabi Uniti avviano un piano di aggiornamento dei propri AH-64A.[78]
  - Ottobre: La Boeing annuncia il suo ritiro dalla competizione per la fornitura di elicotteri d'attacco per l'India.[186]